# ユヴェントスFC
- ユヴェントスFC
- ユベントスFC

ユヴェントスFC（Juventus Football Club, イタリア語発音: [juˈvɛntus]）は、イタリアのピエモンテ州・トリノをホームタウンとするプロサッカークラブ。
1897年創設。イタリアに現存するサッカークラブでは、ジェノアCFCの1893年に次ぐ2番目に古いクラブである。スクデット獲得回数はセリエA最多の36回、国内カップ戦であるコッパ・イタリアでは最多の15回の優勝、国内スーパーカップであるスーペルコッパ・イタリアーナでも最多の9回の優勝を果たしている。欧州の舞台では、UEFAチャンピオンズリーグで2度の優勝、旧UEFAカップで3度の優勝を果たしており、イタリアで最もタイトル獲得数の多いサッカークラブである。
1923年以来、多数の実業家を輩出するイタリアの名門一族アニェッリ家がオーナーとなっており、2023年1月現在アニェッリ家の投資会社「エクソール」がクラブの株式の63.8パーセントを所有している。
世界最大の会計事務所である『デロイト』が公表した2022年度版のデロイト・フットボール・マネー・リーグによると、2021-22シーズンのクラブ収入は4億3350万ユーロであり、世界9位、イタリアでは1位である。

## 名称・愛称
ユヴェントスを創設したマッシモ・ダゼーリオ高校の学生たちは最年長でも17歳で、ラテン語で「若者」や「青春」を意味するユウェントゥス (juventus/iuventus) がクラブ名に採用された。採用されなかった候補名には、「ルドゥス」、「ファティガンド・デレクタムル」、「マッシモ・ダゼーリオ」、「ヴィゴル・エ・ロブル」などがあった。愛称は、ユニフォームの配色からビアンコネーロ（イタリア語で白と黒）、選手を含むチーム全体の場合は複数形になりビアンコネーリと呼ばれる。配色以外で有名な愛称は「老貴婦人」を意味するラ・ヴェッキア・シニョーラだろう。この愛称には、クラブを創設した高校生たちがサッカーをしていた広場にいたイレアーナ（Ileana）という年配の女性が最初のファンだったという説と、1930年代当時の主力選手達の年齢が30代中心で、若者というクラブ名にそぐわないことからシャレで対義語の愛称を付けたという説がある。地元の人はLa Madamaという愛称も使っており、これはピエモンテ方言でフランス語のマダムとほぼ同じ意味の言葉である。シマウマを意味するLe Zebreは白と黒の配色からで、そこから「JAY」という名前のシマウマのマスコットが採用されている。「イタリアの恋人」を意味するLa Fidanzata d'Italiaは、1930年代にラジオのアナウンサーが名付けたとされる。全国的な人気があることと、本拠地トリノにはフィアット社で働くために出稼ぎに来た南部からの移住者が多く、ラジオでユヴェントスの活躍を聴く南部の人々が北部の家族に想いを馳せたことが由来となっている。1956年に導入したユニフォームが空気が入りやすかったため、背中が膨らんで見えたことからせむしを意味するgobbaという呼ばれ方もあったが、ネガティブな意味を持っているため他クラブのサポーターから蔑称として使われている。

## 歴史

### 創設期

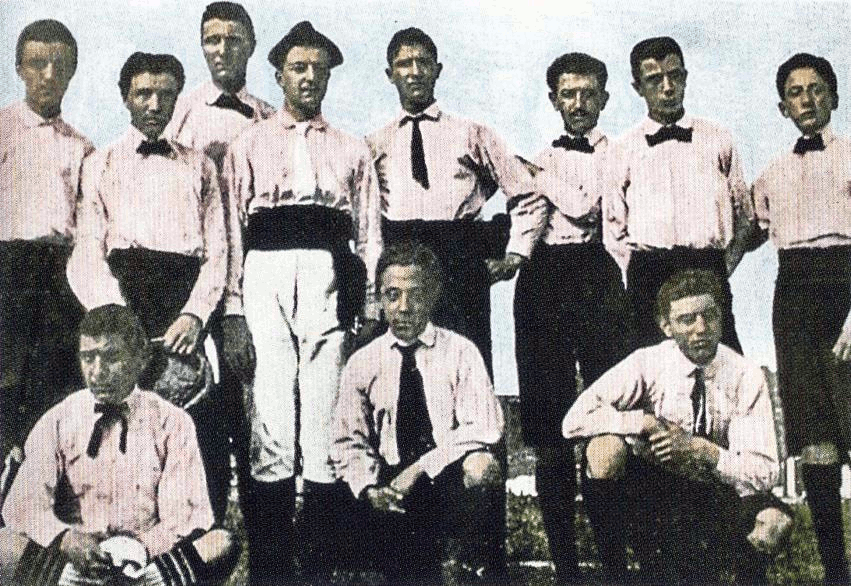
1898年の選手

クラブは1897年11月1日にマッシモ・ダゼーリオ高等学校の生徒らによってスポルト・クラブ・ユヴェントス (Sport Club Juventus) として創設され、2年後にフットボールクラブとなった。1900年よりイタリア選手権（後のセリエAに相当する全国大会）に参加。1903年、1904年と2年連続で決勝戦に進出するも、ジェノアの牙城を崩すことはできなかった。翌1905年、決勝ラウンドでジェノアを1ポイント上回り、イタリア選手権で初優勝を果たした。ユヴェントスは他のクラブに比べ外国人選手の比率が低く、イングランド・スタイルのジェノアや、スイス・スタイルのミランと異なり、我流の全員サッカーで勝利したことはイタリアサッカーの転機になった。

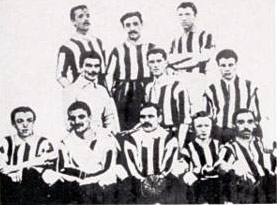
1905年の選手

1906年の選手権でも決勝ラウンドに進出し、ミランと勝ち点で並んだため優勝決定のためのプレーオフが開催されることになった。試合は0-0で決着が付かず2戦目が行われることになり、ユヴェントスは中立地としてジェノヴァでの開催を提案した。しかし協会はUSミラネーゼのホームグラウンドであるミラノでの開催を決定し、これに抗議したユヴェントスは延長試合を放棄し、ミランの優勝が確定した。さらに、スイス人のアルフレド・ディック会長がトリノからの移転を主導したことや、民族主義的なイタリア人のグループとの間に対立が起こったことにより、ディックはクラブへの出資を打ち切るとユヴェントスを去った後にFBCトリノ（現トリノFC）の創設に関わることとなる。
1908年にイタリアサッカー協会が外国人選手の抑制に動くと、ミラン、トリノ、ジェノアに続きユヴェントスも一旦選手権から撤退することとなった。同年にタイトルを獲得した同じピエモンテ州のクラブであるプロ・ヴェルチェッリが台頭すると、以降ユヴェントスは地域グループ予選を突破できず、しばらくタイトル争いから遠ざかることとなる。

### 1920年代

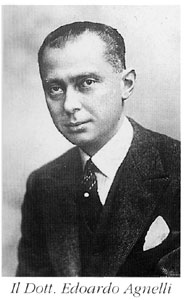
エドゥアルド・アニェッリ

地域リーグを突破できないシーズンが続いた中、1923年に地元の自動車会社フィアット創業者の息子であるエドゥアルド・アニェッリがクラブを買い取り、会長に就任した。当時エドゥアルドはフィアットの経営に深く携わっておらず、自動車レースやサッカーなどのスポーツに熱中していた。好きが高じて、トリノで有力チームだったユヴェントスのオーナーになるが、アニェッリ家との関係は金持ち息子の趣味の延長から始まった。
1925–26シーズンには21年ぶりに、2度目のイタリア選手権優勝を果たす。ゴールキーパーには、ユース出身でイタリア代表のジャンピエロ・コンビ、プロ・ヴェルチェッリから移籍してきたヴィルジーニオ・ロセッタはヨーロッパ有数のディフェンダーとして評価されていた。中盤のヨージェフ・ヴィオーラとガゼルと称されたフォワードのフェレンツ・ヒルツァーはハンガリー人選手であった。ユヴェントスにおける最初の公式監督とされているハンガリー人のイェネー・カロリは、練習と技術の習得に重きを置いた指導をした。北部リーグ決勝では、ボローニャ相手に2戦連続で引き分けたが、3戦目の直前にカロリが心筋梗塞で亡くなってしまう。タイトル獲得を誓った選手たちは3戦目を2-1で勝利し、ファイナルでもアルバ・ローマ相手に2試合で12ゴールを量産し亡き監督に捧げる優勝となった。
1926-27シーズンに優勝したのはトリノであったが、決勝リーグで対戦したユヴェントスの選手のルイージ・アッレマンディが八百長に関与したとされ、トリノの優勝ははく奪されている。
ユヴェントスは1928年のアムステルダム五輪で結果を残したアルゼンチン代表のライムンド・オルシにいち早く目を付け、決勝戦翌日には契約条件として破格の10万リラと、フィアット509を提示した。この契約についてアルゼンチン側から多く批判が寄せられ、イタリア系であることを確認するため実際にプレーしたのは翌シーズンからとなってしまった。1929-30シーズンから1リーグ制の全国選手権が発足し、前年度に成績上位であったユヴェントスは初年度から参加した。

### 1930年代 - 最初の黄金期

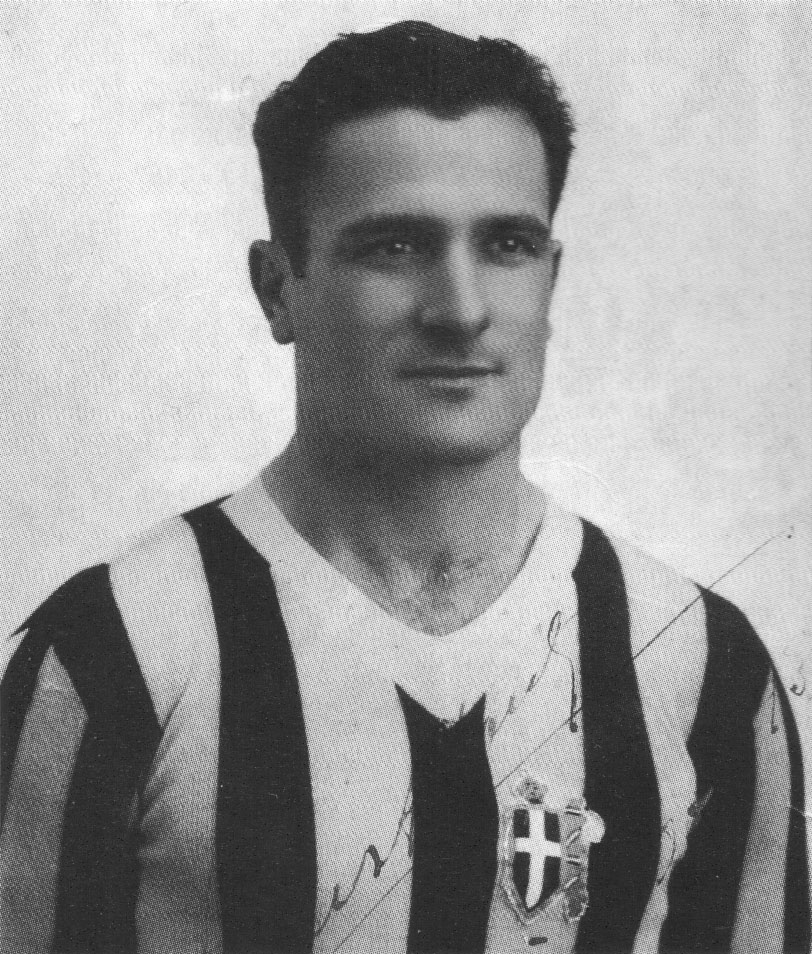
ルイス・モンティ

1930年から35年にかけてユヴェントスは5シーズン連続の優勝を飾り、「クインクエンニオ・ドーロ (黄金の5年間)」と呼ばれるクラブの歴史上最初の黄金時代を築いた。1934年のFIFAワールドカップ・イタリア大会に優勝したイタリア代表には、実に9人ものユヴェントス選手を送り込んでおり、代表主将を務めたGKジャンピエロ・コンビに加えて、「オリウンディ」と呼ばれるアルゼンチン出身のFWライムンド・オルシやMFルイス・モンティら帰化選手が活躍した。イタリア大会はムッソリーニがファシズム宣伝のために力を入れており、助っ人としてイタリア系のオルシやモンティがイタリア代表に加わることとなり、ユヴェントスでも黄金時代の原動力となった。
新任監督のカルロ・カルカーノは、アレッサンドリアからジョヴァンニ・フェッラーリを伴ってユヴェントスにやってきた。イタリア代表でも最高の頭脳とされたフェッラーリとオルシのコンビは抜群で、フェッラーリのロングパスが効果的に働き、オルシはチーム総得点79のうち18点を記録した。わずか4敗で2位のローマに4ポイント差を付けて3度目の優勝を果たすと、1931-32シーズンもエドゥアルド・アニェッリは改革の手を止めず、再びアレッサンドリアからルイージ・ベルトリーニを獲得した。アルゼンチンから獲得したモンティが太りすぎでダイエットが必要だったり、自分にパスを出されないと不満に思ったオルシがレナート・チェザリーニを外す要求をするなどトラブルがあったが、それでも前年より総得点を10伸ばし連覇を達成した。

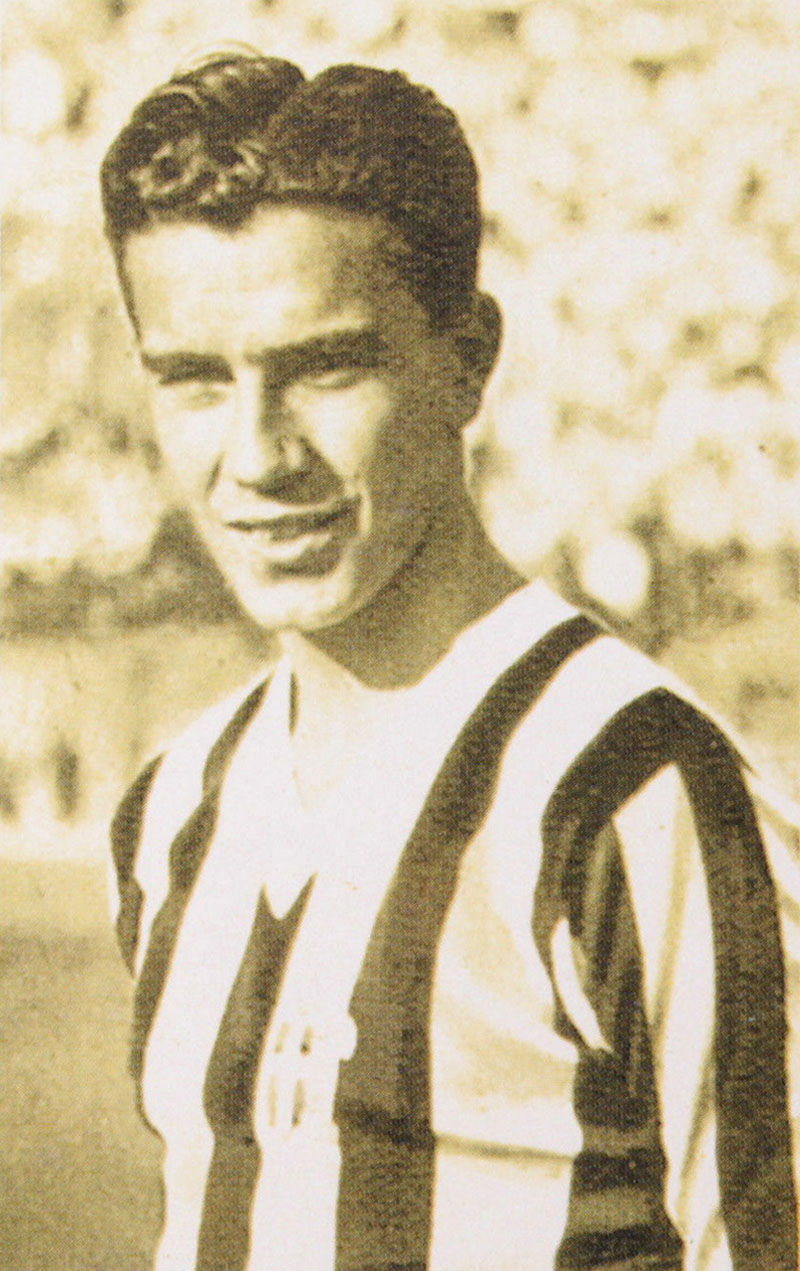
フェリーチェ・ボレル

フィアットの経営哲学をクラブ運営に活かし、アニェッリ家の強い経済基盤を基にしたチーム作りが行われたが、トリノのユースチームに所属していたフェリーチェ・ボレルを発掘し無名選手も登用した。契約のトラブルで前年にチームに加わるはずだったピエトロ・セルナジョットとオルシ、ボレルのトリオは強力で、前年から失点を改善しながらゴール数を維持し2位のアンブロジアーナ・インテルに8もの勝ち点差を付けて3連覇を達成した。1933-34シーズンにはボレルが2年連続で得点王に輝き、4連覇を達成すると守護神のコンビが現役引退した。1934-35シーズンの優勝でユヴェントスは5連覇を達成するものの、シーズン中盤に監督が交代しオルシもシーズン終了前にアルゼンチンに帰国した。最終節の時点でアンブロジアーナ・インテルと勝ち点が並んでいた優勝はサイクルの終わりを象徴し、1935年6月15日にエドゥアルド・アニェッリが飛行機事故で亡くなると栄光の時代は終わりを告げた。エドゥアルドの死によってアニェッリ家との関係が途切れることはなかったが、財政的に問題を抱え黄金期のメンバーを維持することはできなかった。
1937-38シーズンはインテルと最後まで優勝争いをするものの、格下であるリグーリアに敗れ勝ち点差2で優勝を逃すこととなった。一方、コッパ・イタリアではトリノを破り初優勝を果たした。それ以外の4シーズンでは優勝争いに絡むことはできなかった。

### 1940年代

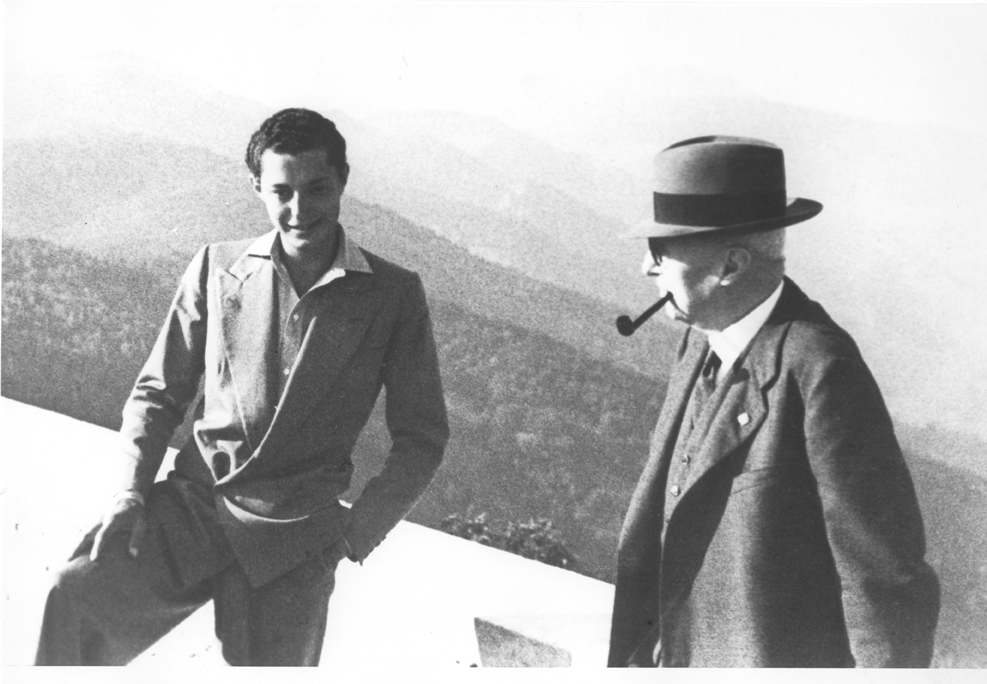
ジャンニ・アニェッリ(左)

1940年代の主役は「グランデ・トリノ」と称された地元のライバルチームのトリノであった。1940-41シーズンのコッパ・イタリアを制覇したヴェネツィアの中心選手であるヴァレンティーノ・マッツォーラとエツィオ・ロイクの争奪戦に敗れ、両選手はトリノの栄光の中心選手となる。また、トリノはユヴェントスから、ボレル、グリエルモ・ガベットとアルフレド・ボドイーラを引き抜き、強力なチーム作りを進めていった。トリノの5連覇中は2~4位の好成績を残すが、1942-43シーズンは7ポイント差、1946-47シーズンの2位でも10ポイントの差をつけられてしまった。1947年にエドゥアルドの息子ジャンニ・アニェッリが会長に就任し、再びアニェッリ家が実権を握ることになった。
スペルガの悲劇の翌年、不幸にも有力チームがいない1949-50シーズンの選手権を制したのはユヴェントスであった。拡大された外国人枠にはデンマーク人のジョン・ハンセン、カール・プラエスト、アルゼンチン人のリナルド・マルティーノが加わり、イタリア人選手も1947-48シーズン得点王のジャンピエロ・ボニペルティをはじめ一流選手が揃っていた。イングランド人監督のジェス・カーヴァーは、母国からゾーンディフェンスを持ち込み守備陣から素早く前線にボールを配給させ、攻守にハードワークするトルナンテと呼ばれるサイドのポジションを採用し、攻守のバランスを取った時代の先駆けとなるサッカーを展開した。

### 1950年代
オリンピックでの北欧の躍進やハンセンの活躍により、ユヴェントスとミランはヨハネス・プロエゲルをめぐって争奪戦となる。友人であるハンセンを交渉の席に派遣することでミランを出し抜いたユヴェントスは、代わりに獲得寸前だったグンナー・ノルダールを融通した。目論みとは違いノルダールは得点王の活躍でミランを優勝に導き、デンマーク人トリオが不発だったユヴェントスは1950-51を3位で終えた。厳しい練習から選手と確執を生んだカーヴァーが監督の座を追われ、後を継いだベルトリーニも1951-52シーズンの途中に退任する。首位のチームを率いることになったジョルジョ・サロージは戦術的に柔軟性を持ったジャンピエロ・ボニペルティを軸に据え、選手権を制しスクデットを奪取した。

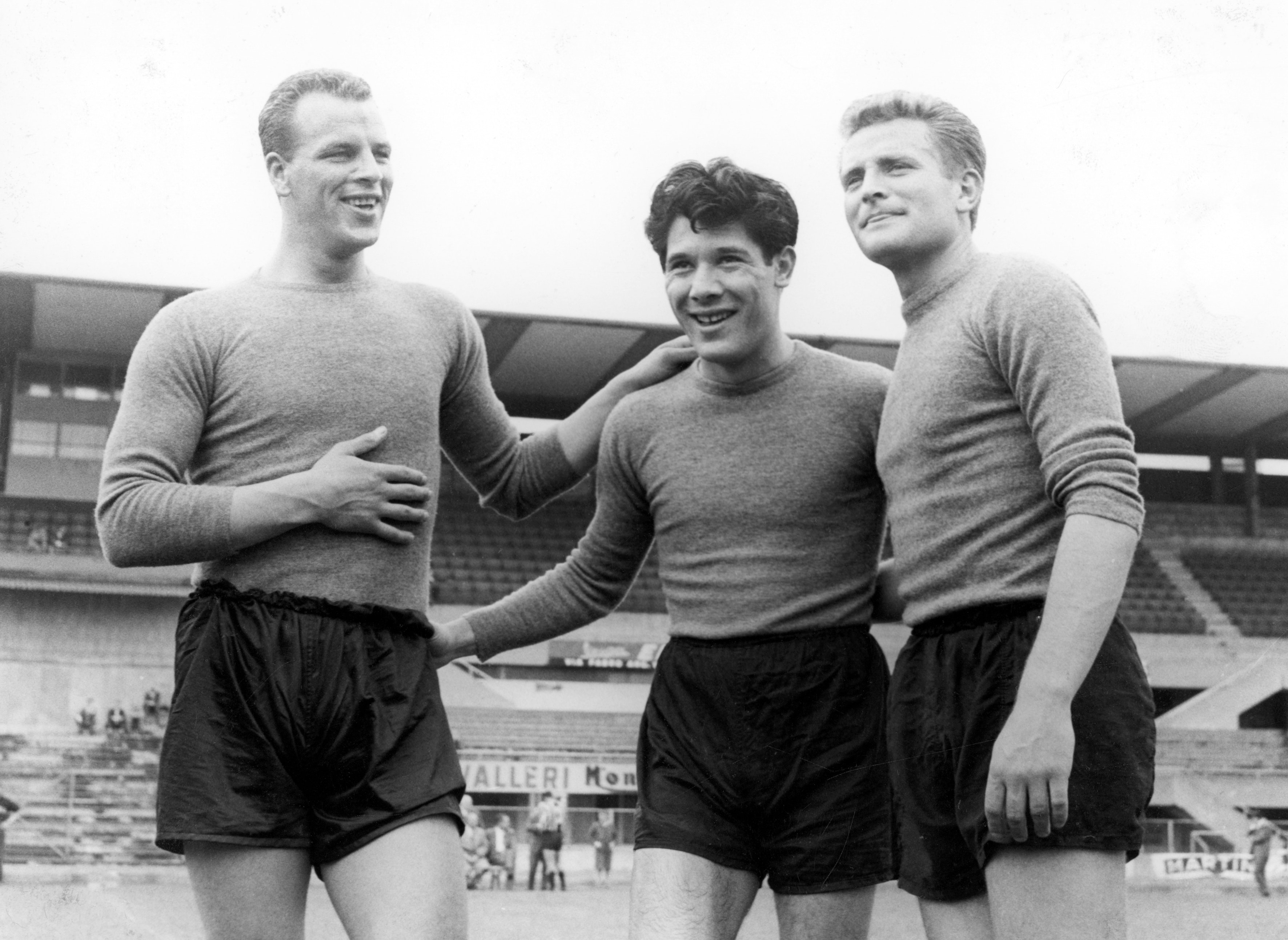
魔法のトリオ 左からチャールズ、シヴォリ、ボニペルティ

1952-53、1953-54シーズンはわずかながらインテルに及ばず2年連続の2位だったが、1954年から57年まで中位に沈み降格の危機さえあった。1955年頃にジャンニ・アニェッリが会長から退いたが、後任のずさんな運営により1年でウンベルト・アニェッリへ交代された。再び手綱を握ったアニェッリ家は再建にあたり、ジョン・チャールズをリーズから1億1500万リラで、リーベル・プレートに所属していたシヴォリの獲得には更に1億9000万リラを費やした。「魔法のトリオ (Il Trio Magico)」と称されたボニペルティ、シヴォリ、チャールズの攻撃陣と若手選手たちが融合した勢いは凄まじく、2位に8ポイント差を付け10度目の優勝を達成した初めてのクラブとなった。1959-60シーズンには、全得点の92のうち50点をシヴォリとチャールズが記録しており11度目の優勝を果たした。

### 1960年代
性格が評価されていたチャールズとは対照的にシヴォリの気性は激しく、リュビサ・ブロチッチはシヴォリとの確執で解任となり、ボニペルティを冷遇しシヴォリを擁護した南米派閥のチェザリーニはアニェッリ家の意向とそぐわずテクニカルディレクターを解任され、内部の状況は決して芳しくなかった。ユヴェントスは連覇を達成するものの、前年ほど圧倒した結果ではなかった。その後スクデットから遠ざかっているユヴェントスでは、1964-65シーズンにパラグアイ人であるエリベルト・エッレーラが就任するまで監督交代が相次いだ。エリベルト・エッレーラは偶然の一致か、「魔術師」と称されたインテル監督のエレニオ・エレーラと名前だけでなく手法も通ずるところがあり、規律を重要視しチームを変革した。チームのエースだったシヴォリとは噛み合わずナポリへ移籍する要因になるものの、就任から3年目の1966-67シーズンに待望の優勝を果たした。
1930年から1960年代まで10回以上の国内優勝を果たすユヴェントスだったが、ミランとインテルが欧州のカップ戦で2度ずつ優勝しているのとは対照的にタイトル獲得までは至らなかった。

### 1970年代前半

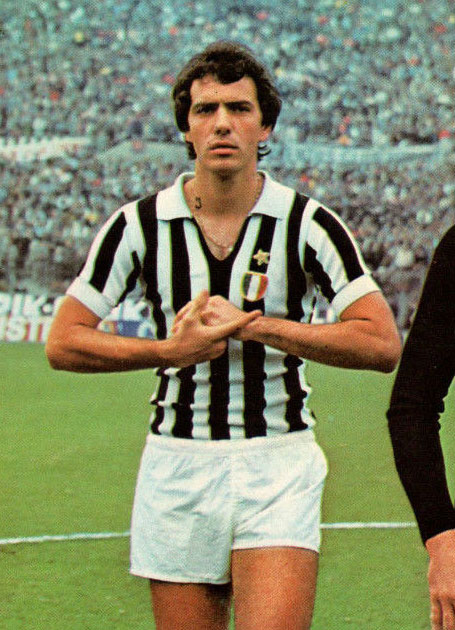
ロベルト・ベッテガ

エッレーラの後任にふさわしい監督はなかなか見つからず、選手としてグランデ・インテルで活躍したアルマンド・ピッキにようやく落ち着いた。ローマから獲得したファビオ・カペッロ、ルイジアーノ・スピノージ、ヴァレーゼからロベルト・ベッテガ、パレルモからフランコ・カウジオが復帰しメンバーが揃いつつあった。1970-71シーズン半ばにピッキの不治の病が発覚すると、ズデネク・ゼーマンの叔父のチェストミール・ヴィツパーレクを下部組織のコーチから昇格せざるをえなかった。1971-72シーズンは前半の折り返し地点で首位に立つものの、ベッテガの病、ヴィツパーレクの身内の不幸と災難が相次ぐ。ここで心が折れなかったユヴェントスは終盤戦を戦い抜き、2位のミラン、トリノとわずか勝ち点差1でピッキらに捧げる優勝を果たした。
1972-73シーズンでは、当時最高の評価を得ていたディノ・ゾフをナポリから獲得し守備の穴を埋めることに成功する。しかし、前半戦終了時点ではラツィオとミランが上回り、ユヴェントスは勝ち点で5ポイント離されている状態だった。また、チャンピオンズカップの両立とワールドカップの予選にイタリア代表メンバーが駆り出されていたこともあり、残り6節時点で優勝の可能性はほぼ閉ざされていた。しかしここから怒涛の追い上げを見せたユヴェントスは、最終戦のローマに終了間際の逆転弾で勝利し、最終節で首位ミランとの1ポイント差をひっくり返し連覇を達成した。1972-73シーズンは、初めてチャンピオンズカップの決勝に進んだシーズンでもあった。国内リーグとコッパ・イタリアを制しており3冠がかかる試合には、GKにゾフ、MFにカペッロとフランコ・カウジオ、FWにはジョゼ・アルタフィーニ、ピエトロ・アナスタシ、ベッテガの3トップと初優勝が期待できるメンバーが揃っていた。しかし、決勝の相手は3連覇を達成する黄金時代のアヤックス・アムステルダムで、試合開始わずか5分にヨニー・レップのゴールで失点すると、そこからスコアは動かず0-1で敗戦し優勝を逃した。トンマーゾ・マエストレッリのラツィオに及ばず2位で1973-74シーズンを終えると、翌1974-75シーズンではヴィツパーレクが監督から身を引きオブザーバーとしてクラブに関わることになり、1959年から2年連続優勝を果たしたカルロ・パローラに再び監督を任せることになった。前年に加入したクラウディオ・ジェンティーレに加え、オスカル・ダミアーニ、後にクラブのレジェンドになるガエターノ・シレアを補強したユヴェントスは16度目の優勝を果たす。敗北した試合は2位ナポリよりも多く、得点・失点においても優れた成績ではなかったが、シーズンを通して安定感のある戦いを続けた。1975-76シーズンは前シーズンの調子のまま首位で3月を迎えるが、ミラン戦の引き分け後の3連敗で5ポイントのリードを失い、地元のライバルであるトリノに27年ぶりの優勝を許してしまった。

### 1970年代後半~1980年代前半 - トラパットーニ政権の黄金期

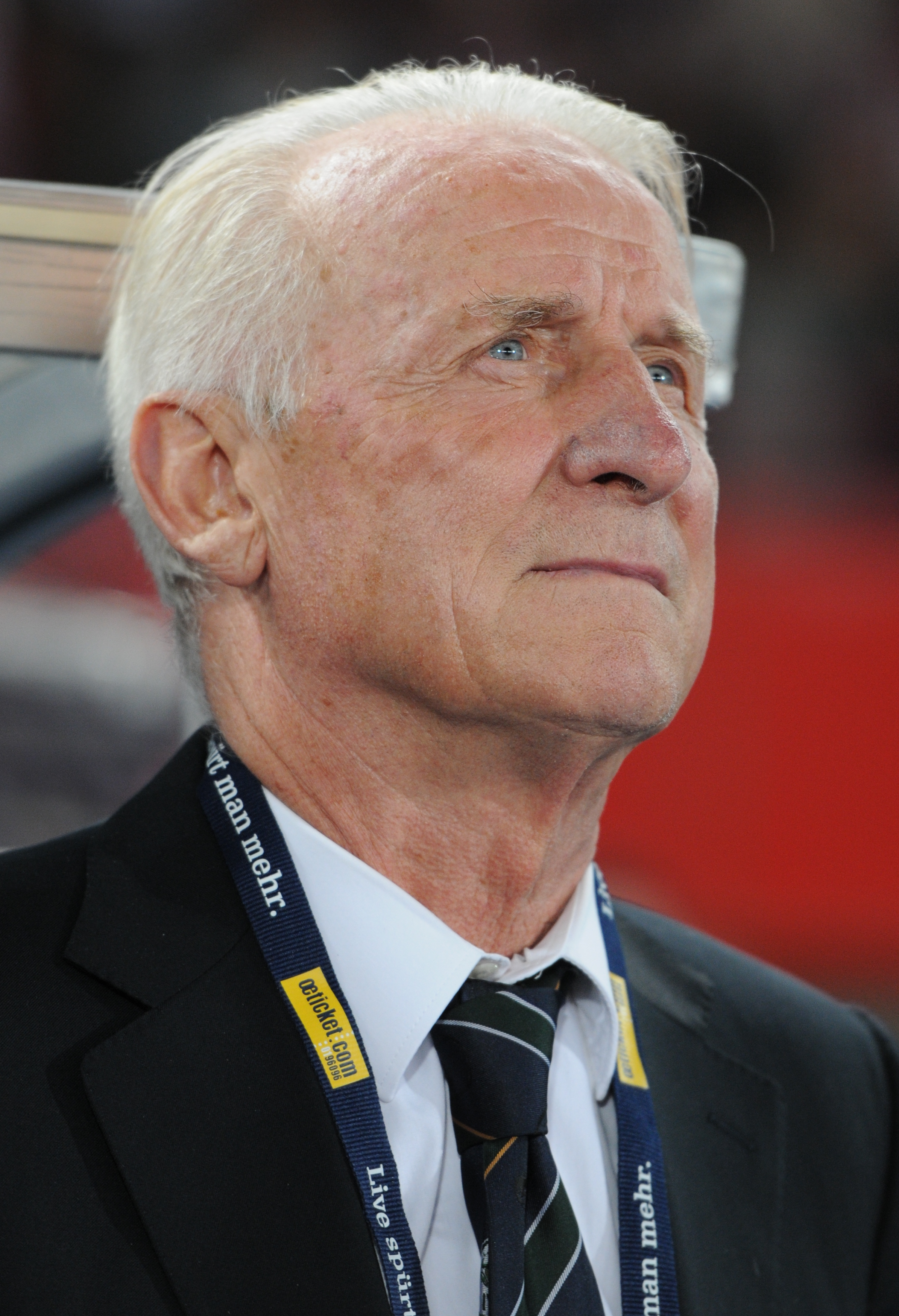
ジョヴァンニ・トラパットーニ

ジョバンニ・トラパットーニが監督に就任した1976年から退任する1986年までの10年間に、セリエAでは6度の優勝、1976-77シーズンにクラブ初の欧州タイトルとなるUEFAカップで優勝しユヴェントスは多くのタイトルを獲得した。
37歳でユヴェントスの監督に就任したジョバンニ・トラパットーニは、ミランでDFとして活躍した後にネレオ・ロッコの下で経験を積んだ若手監督だった。チームの中心選手だったアナスタージやカペッロを放出するものの、引き換えに獲得したロベルト・ボニンセーニャ、ロメオ・ベネッティがその穴を埋め安定感のあるチーム構成になった。1976-77シーズンは勢いのあるユヴェントスとトリノが他クラブを15ポイント以上引き離し優勝争いをしており、最終節の勝利により1ポイント上回ったユヴェントスが監督就任1年目での優勝を果たした。スクデット獲得の直前にはUEFAカップの決勝に進出し、アウェーゴールの差でアスレティック・ビルバオを上回り欧州カップ戦で初優勝を果たした。翌シーズンはアントニオ・カブリーニの台頭というポジティブな要素があったものの、ピエトロ・パオロ・ビルディスら新加入選手は定位置を掴むまでには至らず、地力を押し通した2連覇となった。調子の上がらないユヴェントスはその後2シーズンを3位、2位と順位を落とし、その後の2シーズンを再び連覇する。1980年からの2回の優勝にはいくつか不可解な判定があったと指摘されており、特に1981-82シーズン最終節でユヴェントスがPKを得て優勝したことは、1ポイント差で2位になったフィオレンティーナが長く抱く遺恨の始まりとされている。

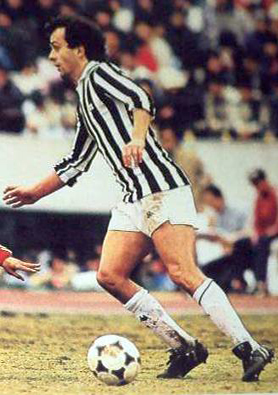
ミシェル・プラティニ

1980年に解禁された外国人選手の登録により、1982-83シーズンにはズビグニェフ・ボニエク、ミシェル・プラティニらと契約しプラティニは早速得点王に輝く。ワールドカップの優勝メンバーにユヴェントスから6人も選出されていたこともあり、コンディション面からリーグでは振るわず2位に甘んじるものの、欧州の舞台では2度目のチャンピオンズカップ決勝に進出した。メンバーにはイタリア代表のディノ・ゾフ、クラウディオ・ジェンティーレ、ガエターノ・シレア、アントニオ・カブリーニ、マルコ・タルデッリ、パオロ・ロッシ、ロベルト・ベッテガが揃っていたが、ハンブルガーSVに敗れまたしても優勝を逃した。この敗戦で奮起したユヴェントスは、翌年UEFAカップウィナーズカップを制す。この勝利で出場権を得たUEFAスーパーカップでは、チャンピオンズリーグ決勝で相対するリヴァプールとの前哨戦となり、2-0で勝利している。
1983-84シーズンは前シーズンと同様にユヴェントスとローマの一騎打ちの構図となったが、シーズン中盤過ぎからは首位を明け渡すことなくスクデットを獲得した。また、プラティニが2年連続の得点王に輝いた。1984-85シーズンにも得点王に輝いたプラティニは3年連続でバロンドール受賞となったが、主力の故障でリーグでは6位と大きく順位を落とした。残るチャンピオンズカップ獲得へ目標を定めると、準決勝でボルドーに競り勝ち、ヘイゼル・スタジアムで行われる決勝へ駒を進めた。決勝ではプラティニのPKゴールを守り切り、クラブ創設から88年目で初の欧州チャンピオンに輝いた。しかし、試合前にはリヴァプールサポータを原因とする群衆事故で39人が亡くなっており、心から喜べる戴冠にはならなかった（詳細はヘイゼルの悲劇を参照）。
1985-86シーズンは、ボニエクとロッシを放出する一方、ミカエル・ラウドルップをラツィオから呼び戻し、トリノからはアルド・セレーナを獲得した。セレーナの獲得にはサポーターの反発もあったが、シーズンを通して21ゴールと活躍した。残り2節で勝ち点で並んでいたローマとの首位争いを制し22度目の優勝を果たした。同年末にはトヨタカップでアルゼンチンのアルヘンティノス・ジュニアーズと対戦し、2-2で決着がつかずPK戦までもつれ込んだものの、GKのタッコーニが2本セーブする活躍で世界一に輝き、この勝利により欧州クラブが獲得できる国際タイトルを全て獲得した初のクラブとなった。後半にはプラティニのテクニカルなボレーシュートのゴールが取り消されており、プラティニが芝生に寝転んで抗議している有名な写真はこの時に撮られたものである。
トラパットーニ監督時代の10年間で、セリエAで6度の優勝、コッパ・イタリアで2度の優勝、チャンピオンズカップ、カップウィナーズカップ、UEFAカップの欧州3大タイトルも制覇した。

### 1980年代後半~1990年代前半 - 低迷期
トラパットーニがインテルの監督に就任しプラティニが引退したことで黄金期が終わり、マラドーナ擁するナポリやベルルスコーニが会長に就任したミランが台頭するとユヴェントスは長い低迷期に入る。クラブOBであるゾフに監督を託すも状況は好転せず、プラティニの代わりを期待されたイアン・ラッシュが振るわない等、補強でも活躍する選手を獲得できなかった。1989-90シーズンにはコッパ・イタリアとUEFAカップを制するものの、ルイージ・マイフレディに監督の座を譲ることとなる。UEFAカップ決勝の数日後には、対戦相手のフィオレンティーナから花形選手のロベルト・バッジョの引き抜きに成功したが、7位と結果を残すことができなかったマイフレディは1年で解任となり、黄金期の監督だったトラパットーニに再び指揮を委ねた。ジャンルカ・ヴィアッリ、ディノ・バッジョ、ファブリッツィオ・ラバネッリ、アンジェロ・ペルッツィ、アントニオ・コンテらを補強し優勝争いができるまでチームの力が戻り、ディノとロベルト二人のバッジョの活躍により再びUEFAカップを制するものの、時代遅れとなったカテナチオではアリゴ・サッキのゾーンプレスで革新を起こしたミランに及ばず、1985-86シーズン以来のスクデットまでは至らなかった。

### 1990年代後半 - リッピ政権の黄金期

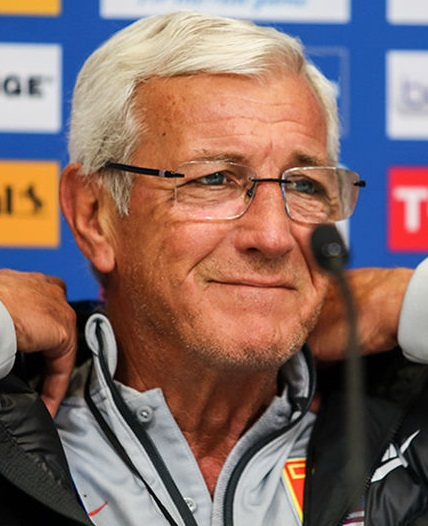
マルチェロ・リッピ

体制の刷新が行われ、副会長にロベルト・ベッテガ、GMにルチアーノ・モッジ、取締役にアントニオ・ジラウドが就任し、監督にはマルチェロ・リッピが招聘された。チーム編成も見直され、アンドレアス・メラー、ジュリオ・セザール、ディノ・バッジョらスター選手を放出した一方、チロ・フェラーラ、ディディエ・デシャン、パウロ・ソウザら黄金期を象徴する選手たちが1994年に加入しチームの強化がはかられた。前シーズンに加入したアレッサンドロ・デル・ピエロも主力として定着し、強力なFW陣が得点を量産しリッピ体制初年度でスクデットを獲得した。リッピはトラパットーニの守備的なメンタリティを捨て、前線からハイプレスを仕掛ける攻撃的なサッカーへ転換を図り、守備にも貢献できる若いデル・ピエロをチームの主軸としていくことに決めたユヴェントスは、1995-96シーズンにミランから届いたバッジョへのオファーを受け入れた。翌シーズンはミランに8ポイント差を離されて優勝を逃すものの、チャンピオンズリーグではレアル・マドリード、ナントを下して決勝に進出した。決勝の相手は前年王者でありシーズンで52戦無敗の強さを誇るアヤックス・アムステルダムだったが、ラヴァネッリのゴールで1-1となったPK戦で勝利し、2度目の欧州制覇を果たした。副会長のロベルト・ベッテガは、「1985年の優勝は祝えなかった、この時を待っていた」と喜びを口にした。更に11月には東京の地で再び世界一の称号に輝いている。
1996-97シーズンには、更にジネディーヌ・ジダン、パオロ・モンテーロ、マルク・ユリアーノ、クリスティアン・ヴィエリらが加わりチームが強化された。ライバルであったミランが大失速し、パルマに競り勝ったユヴェントスはスクデットの奪還に成功する。翌シーズンはデル・ピエロとインザーギの「デルピッポ」コンビとジダンの組み合わせでゴールを量産し、連覇を果たしたリッピ監督は4年で3度のリーグ優勝を勝ち取った。ボスマン判決後で移籍が活発になり優勝メンバーが様変わりしたものの、勢いは国内に留まらず攻守にアグレッシブなサッカーの質を高めてチャンピオンズリーグ決勝に3年連続で進出した。事前予想では有利とされていたものの、流れを掴めなかったユヴェントスは2年連続で決勝敗退となった。
独立採算体制への移行で選手の入れ替わりが激しかったものの、モッジは監督のサッカーに適合する選手の獲得でリッピをサポートし、4年連続でタイトルを獲得しクラブ史上でも有数の黄金期となった。

### 2000年代初頭
1998-99シーズンは、11月8日、第8節のウディネーゼ戦において、後半ロスタイムにデル・ピエロが靭帯損傷の大怪我を負い、直後に同点弾を決められ首位から陥落すると、インザーギやジダンら主力も怪我に苦しみ7位でシーズンを終えることとなった。20節のパルマ戦に敗北すると、リッピは急遽辞意を口にしそのまま監督の座を降りてしまう。後任にはカルロ・アンチェロッティが選出されたが、サポーターからの歓迎は受けられなかった。
アンチェロッティが留任して迎えた1999-2000シーズンは、ジャンルカ・ザンブロッタ、ファン・デル・サールが加入したが、振るわなかった前シーズンのメンバー構成に大きな変化はなく、メディアからも優勝候補とは見られていなかった。安定感のある守備に支えられ、徐々に順位を上げ前半戦を首位で折り返すと、スクデット争いはラツィオとの一騎打ちとなった。中盤戦の連勝で勢いに乗ると、残り8試合で2位ラツィオとの差は9まで広がり、メディアもユヴェントスの優勝を有力とした。しかし、直接対決の敗北を含む7試合で3敗を喫すると、最終節のペルージャ戦にも敗北し最後の最後で1ポイント上回られ優勝を逃した。
2000-01シーズンは、戦力は十分と判断し移籍市場では消極的で、層に厚みを持たせるためダヴィド・トレゼゲらを獲得した。記者の事前予想ではタイトル獲得へのリベンジが期待されていたものの、コッパイタリアで早くも3回戦で敗北すると、チャンピオンズリーグでもグループリーグで最下位になり2つのタイトル争いから脱落してしまう。11月初めに残されたタイトルがリーグだけというのは19年ぶりとなる不振で、サポーターは練習場やスタジアムで批判の声を上げた。移籍市場で積極的に動き、ワルテル・サムエルやガブリエル・バティストゥータらを獲得したローマほどの勢いはなかったが、10節終了時点で2位につけスクデット争いに望みをかけた。第29節は首位ローマと直接対決となり勝ち点差6を縮めるチャンスであったが、中田英寿が2得点に絡み終了間際に同点となり追撃に失敗する。最終節の逆転優勝に望みをかけたが叶わず、2年連続で2位という結果でアンチェロッティは監督の座から退くこととなった。アンチェロッティには次シーズンの契約が残っていたが、リッピの監督就任の確約を得たクラブから最終節直前に解雇通知を受け取ることとなった。
リッピ時代の補強の成功とは打って変わって、アンチェロッティが就任してから獲得した選手がなかなか主力として定着せず、
ジダンやデル・ピエロのような代えのきかないタレントの調子に左右され続けた。アンチェロッティは「ユヴェントスで監督を務めることは楽しいか？」というインタビューに「ノー」と答えており、ファミリーのようだったパルマ監督時代と比べてユヴェントスは会社のようだったと回想している。

### 2000年代前半 第二次リッピ政権

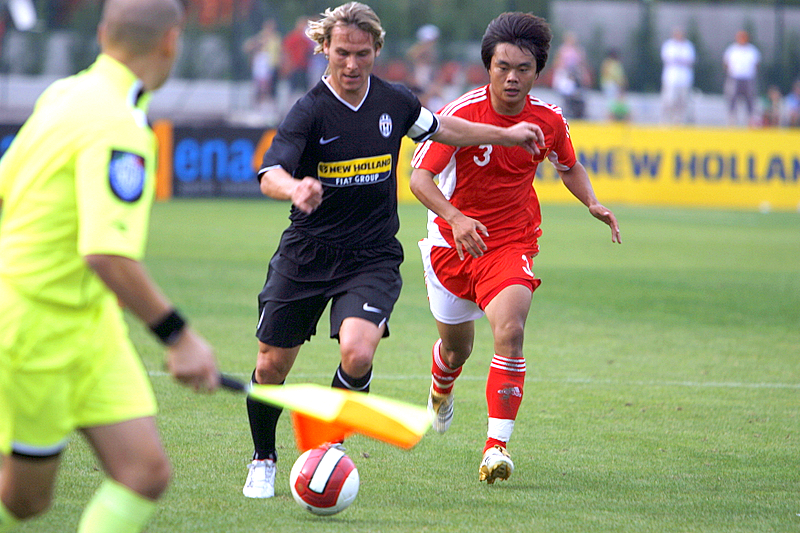
パベル・ネドベド

2001年5月6日のローマ戦直後、モッジはリッピへ新シーズンの監督を打診する。バルセロナからもオファーを受け取っていたリッピだったが、最終的にユヴェントスを選んだ。移籍市場では従来の堅実な方針を転換し、チームの大改革に取り組んだ。フィリッポ・インザーギとジネディーヌ・ジダンの移籍により巨額の資金を獲得すると、リーグ屈指の選手であるパベル・ネドベド、ジャンルイジ・ブッフォン、リリアン・テュラムを引き抜いた。優勝経験監督が帰還したものの、主力級選手の入れ替えにより評価が未知数なシーズンスタートとなった。開幕節を4-0で勝利し不安を吹き飛ばしたかに思えたのは束の間で、出場停止処分が解けたダーヴィッツとネドヴェドの相性が噛み合わず、9月15日から2カ月勝利することができない不調で、第14節時点で首位インテルと9ポイント離された6位に沈んでいた。しかし後半戦になると、新戦力のネドヴェドがトップ下のポジションを掴み、トレゼゲ、デル・ピエロと強力な攻撃陣となってからは連勝で上位に浮上する。残り5試合の時点で首位と6ポイントの差があったが、最終節までの5連勝で1ポイント上回り大逆転優勝を果たした。
続くシーズンではリーグ最少失点を記録した守備陣を維持し、中盤にマウロ・カモラネージ、トレゼゲが負傷した攻撃陣にマルコ・ディ・ヴァイオが加わった。安定感のある守備で前半戦を1敗で乗り切ると、中盤戦の11試合で10勝1分けと勢いに乗り、最終節を待たずに優勝が決定するのは5年ぶりのことであった。FWの調子が万全とはいえないシーズンだったが、リッピは攻守に切り替えが早いチーム戦術を浸透させ、その中でネドベドは獅子奮迅の活躍を見せた。チャンピオンズリーグでは決勝に進出し、ACミランと初のイタリア勢対決となった。リーグ優勝の立役者のネドヴェドを出場停止で欠き、トゥドール、ダーヴィッツの故障で効果的な交代策を講じれず、メディアによって「史上最も退屈なファイナル」、「退屈な試合」と形容されたこの試合は延長含めた120分でスコアが動くことはなかった。PK戦ではブッフォンが2本のシュートをセーブするものの、相手GKのジーダから2本のゴールしか奪えず、あと一歩のところで優勝を逃すこととなった。
2003-04シーズンは連覇を達成したメンバーに大きな変更はなく、開幕前から3連覇に期待が寄せられた。しかし11節、12節の連敗で順位を落としたことに加え、エドガー・ダーヴィッツとの関係が悪化し冬にバルセロナに放出すると、守備にほころびが出始め最終的に42失点を記録してしまう。前年のチャンピオンズリーグにおける敗戦で「来年このタイトルを獲得できなければ、ユーベを去る」という発言をしていたリッピだが、最低限のノルマであるチャンピオンズリーグ出場権を獲得すると退任を発表し、第2次リッピ政権は幕を閉じることとなった。

### 2004-06 カペッロ政権

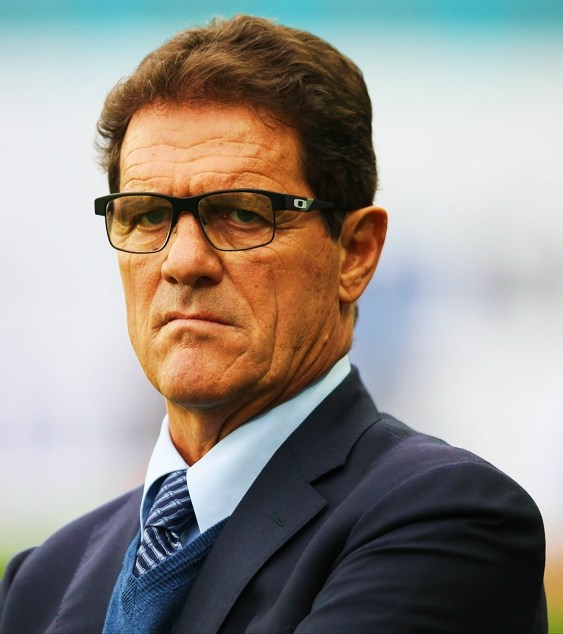
ファビオ・カペッロ

後任の監督としてデシャンが有力とされている中、2004年5月27日にローマからファビオ・カペッロを引き抜いたことが急遽発表された。カペッロの教え子であるエメルソンをローマから連れてくることに成功するものの、新監督を迎えるための即戦力補強の動きは見られなかった。しかし、移籍期間最終日である8月31日にファビオ・カンナヴァーロ、ズラタン・イブラヒモビッチの2選手の獲得を発表する。特にイブラヒモビッチの交渉は水面下で行われており、電撃的な移籍ニュースとなった。前シーズンの課題であった守備の不安定さ、ダーヴィッツが抜けた穴、怪我がちのトレゼゲに新戦力が完全な解答となり、新体制初年度での優勝を果たした。
2005-06シーズンは、プレシーズンマッチでブッフォンが負傷するアクシデントがあったものの、優勝メンバーにパトリック・ヴィエラが加わったことでチームが強化され、セリエA記録となる開幕9連勝という最高のスタートを切った。ターンオーバーを好まないカペッロの方針で、シーズン中盤には選手に疲労が見られたが、シーズンを通して敗戦は1試合のみで、勝ち点91を積み上げ2連覇を達成した。
シーズン末の5月初旬にカルチョ・スキャンダルの問題が噴出し、FIGCによる裁判により2004-05、2005-06シーズンの優勝の剥奪とセリエBへの降格という判決が下された。主力選手のエメルソン、カンナヴァーロ、テュラム、ザンブロッタ、ヴィエラ、イブラヒモビッチが退団し戦力を大きく失うことになった。

### カルチョポリ
カルチョポリとは、ルチアーノ・モッジ、アントニオ・ジラウドらユヴェントス経営陣が、サッカー連盟や審判協会と癒着し、圧力をかけ審判の選出の操作などで恩恵を受けていたとされる不正事件である。不正の首謀者とされるユヴェントスには、フィオレンティーナ、ラツィオ、ミランと比べ重いペナルティが課せられた。外部の賭博が絡み選手の敗退行為が行われる八百長とは性質が異なり、選手は事実を知らずクラブ、サッカー協会、審判部それぞれの上層部の間でやり取りが行われた。また、金品の授受の事実も無いことから、買収事件でもない。
2004年からナポリ検察によって行われた盗聴捜査でモッジによる圧力が明るみに出ると、2006年6月にイタリアサッカー連盟によるスポーツ裁判が開かれユヴェントスには2シーズンの優勝タイトル剥奪とセリエCへの降格が求刑された。裁判の中で担当弁護士は、容疑を認めつつも3部への降格は重過ぎると訴え、第一審ではセリエB降格とマイナス30の勝ち点減点の判決となり、上訴審ではマイナス17まで軽減され確定した。一旦は判決を受け入れる姿勢を見せていたものの、他の3クラブが降格処分を免れたことによりサッカー連盟を統括するイタリアオリンピック委員会へ提訴し、調停により最終的に勝ち点はマイナス9まで軽減されることになった。
また、公判中にモッジの弁護団から「インテルの幹部も口利きを受けていた」という証言がなされ、インテルの前会長であったジャチント・ファッケッティによる審判への口利きの証拠のテープが提出された。2011年7月18日のイタリアサッカー連盟の役員会でインテルも不正に関わっていた事実が認められたが、時効を理由に2005-06シーズンのインテルのタイトルは剥奪されなかった。2011年11月8日にモッジに5年4カ月の実刑判決が下ると、判決文に「クラブとしてユヴェントスの法的責任を問わない」という一文が添えられていたこともあり、ユヴェントスはモッジ個人の責任として改めて無実を訴えた。最終的にはモッジ、ジラウドらは2015年3月に下された判決により、時効による罪の免除となった。モッジらの罪は認定されたが、ユヴェントスと他3クラブの罰則の重さの違い、処分の対象にならなかったインテルについては議論の余地があると片野道郎は指摘している。

### セリエBの戦い
カルチョポリでの厳しい処分により経営陣は刷新を迫られ、それまでサッカー界に関わりのなかったジョヴァンニ・コボッリ・ジッリが会長に、ジャン＝クロード・ブランが代表取締役に就任した。また、2005-06シーズンの経営赤字は3545万ユーロ（約53億円）になっており、前年から赤字が10倍に膨れ上がるほど厳しい状態だった。
さらに、勝ち点を-17した状態からセリエBを戦わなければならなかった。クラブOBのデシャンに監督を託すと、開幕戦引き分け後の6連勝で8節には早くも借金を返済し、カルチョポリの再審議により勝ち点マイナスは9まで軽減されることになった。2007年1月20日には、デルピエロの500試合目となったバーリ戦に勝利し単独首位に立つと、2007年5月19日、閉幕まで3節を残し1年でのセリエA復帰を決めた。セリエBは所属22クラブ、6月末までシーズンが続く過酷なリーグだが、セリエBでの闘いについて、ブッフォンは「ファンと触れ合うことと、プレーすることの喜びを再発見したんだ。」とポジティブに振り返っているが、ネドヴェドは「セリエBでの1年は厳しく、困難で、長く、骨の折れるだった。」と述べている。また、20ゴールで得点王を獲得したデルピエロは、降格した年にも関わらず「もう一度体験したい時」に2006年を挙げている。一方、カモラネージやサラジェタら数人の選手がデシャンと問題を抱え、1年での復帰に貢献したデシャンはクラブを去ることになった。

### 安定感のない新体制
セリエB優勝が決定した2007年5月26日の試合後、1年での昇格に貢献したデシャン監督の退任が発表された。6月4日には後任にクラウディオ・ラニエリの就任が発表された。
開幕前の予想では、UEFAカップ出場権獲得も難しいだろうという声もあったが、2008年4月12日のミランとの直接対決を制しチャンピオンズリーグ出場権をほぼ手中に収めることになった。シーズンは20勝12分6敗で3位で終え、セリエA復帰1年目、また夏の補強失敗を考えると奇跡的な復活になった。シーズン前半はベンチスタートも多かったデル・ピエロだが、21ゴールの内ラスト8試合で10ゴールを決める勢いで33歳で初のセリエA得点王に輝いた。ユヴェントスとしても2年連続の得点王排出となった。
翌シーズンは開幕から常に10人前後の負傷者が発生し、前シーズン41点を決めたトレゼゲとデル・ピエロも、トレゼゲは膝の手術で離脱、デル・ピエロは開幕5試合でノーゴールと勝ちきれない試合が続き、11位まで順位を落とした。一時は首位インテルと3ポイント差まで迫るも、徐々に順位を落としチャンピオンズリーグ出場権が危うくなってきたユヴェントスは、2009年5月18日、ラニエリ監督の解任を発表した。ユヴェントスがシーズン途中に監督を解任するのは40年ぶりのことだった。ユースチームを率いていたチロ・フェラーラが暫定監督に就任し、シエーナ戦に勝利しチャンピオンズリーグ出場を確定させた。最終節のラツィオ戦は、退団が決まっていたネドヴェドのラストゲームとなった。327試合に出場したネドヴェドは最後の試合でもアシストを記録し勝利に貢献、21勝6敗11分で2位という成績でシーズンを終了した。
新シーズンに正式に監督に就任したフェラーラは、前線からのプレッシングとショートカウンターを基本とする戦術でリッピ監督時代を彷彿とさせ、サンプドリアと並び首位に立つ勢いを見せた。しかし、その後3戦で1敗2分と勢いにブレーキがかかり3位まで順位を下げてしまうと、年明け後はさらに故障者も増え、ホーム3連敗で6位まで順位を落とす。コッパ・イタリアの準々決勝、インテル戦に敗れた翌日の2010年1月28日、フェラーラ監督の解任と後任にアルベルト・ザッケローニが就任することが発表された。ザッケローニは、監督2戦目で得意の3バックを導入するが、初勝利は3戦目のジェノア戦となり、ベッテガは「良い監督だが、魔法の杖は持っていない」と皮肉交じりのコメントを残した。シーズンは7位で終了し、なんとかヨーロッパリーグ予選枠を得たものの、38戦16勝15敗7分という結果は過去数シーズンでも最悪の成績で、敗戦数、総得点、総失点では、20チーム制になってから最も悪い記録となった。
2009年から会長に昇格したブランは、2006年当時「スクデットを争うのに3年かかる」と見込んでいた。1年でセリエAに復帰し2年連続で好成績を残すなど順調に進んでいると思われたが、経営陣に強力なリーダーシップを発揮する人物が存在せず、2年連続でシーズン途中に監督が交代し盤石な基盤を整えることはできなかった。モッジの後任にスポーツディレクターに就任したアレッシオ・セッコは、2004年から2年間チームマネージャーを務めたが、記者からは「モッジのカバン持ち」として知られていた。アマチュアのセッコにユヴェントスの重職は荷が重く、元上司のモッジに助言を求めることはイメージ悪化のためにクラブから禁じられ名門復活のための的確な補強ができず、特に目玉補強だったジエゴとフェリペ・メロの不調には悩まされた。2009-10シーズン終了後、オーナーであるアニェッリ家は運営体制の改革に踏み切り、プロジェクトは4年で幕を閉じることとなった。

### アンドレア・アニェッリの会長就任
アニェッリ家当主のジョン・エルカーンは、より深く経営にコミットするため、1956年から5年間会長を務めたウンベルト・アニェッリの息子であるアンドレア・アニェッリに会長を委ねた。移籍市場やチーム強化のプロがいなかったことを反省し、サンプドリアでゼネラルマネージャーを8年間務めたジュゼッペ・マロッタを引き抜いた。マロッタはセリエCからキャリアを積み上げてきた叩き上げで、サンプドリアをセリエBからチャンピオンズリーグ出場まで引き上げた実績があった。また、限られた予算で結果を出すことからも、イタリアで高く評価されていた。マロッタはサンプドリアで仕事を共にしたルイジ・デルネーリを新監督に任命し、右腕の部下のファビオ・パラティチも引き抜いた。デル・ネーリ監督は、2000年代前半にミラクル・キエーヴォと称されたチームを率いていた頃から一貫して、スピードに乗ったサイド攻撃を活かした速攻攻撃型サッカーを志向していた。マロッタは、サイドを主戦場とするシモーネ・ペペ、ミロシュ・クラシッチ、ホルヘ・マルティネスらを補強し、監督の戦術を後押しした。
第5節から第17節まで7勝6分という負けなしの成績で一時は2位まで順位を押し上げるものの、クアリャレッラがシーズン終了の大けがを負ったりと浮き沈みが激しく、第34節の引き分けでチャンピオンズリーグ出場が絶望的になり、15勝10敗13分で7位という成績でシーズンを終えヨーロッパリーグ出場も逃した。2011年5月21日、デルネーリ監督の解任が発表され、5年で5度目の監督解任と継続性の無さがあらわになった。シーズンの不振について、中心選手の負傷と補強選手が活躍できなかったことが指摘されている。新加入のボヌッチはしばしば失点に絡んだが、冬に加入したバルザーリと合わせて、後に「BBC」と呼ばれる守備ユニットの礎が誕生したシーズンとなった。

### コンテ政権での3連覇

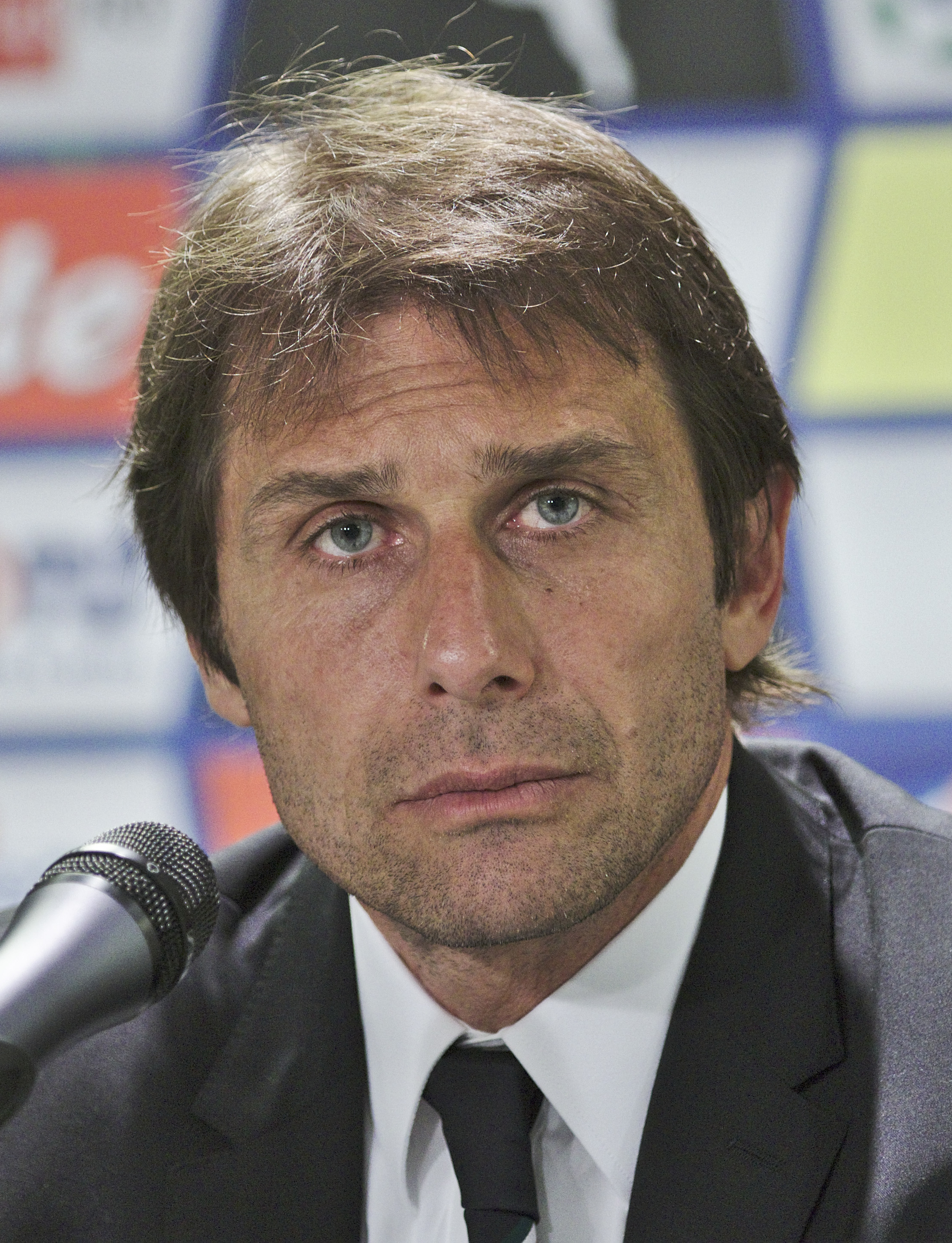
アントニオ・コンテ

カルチョポリによりいち早く体制の一新を迫られたユヴェントスは2011年に開場した新スタジアムで収益を改善し、オーナーの資金力に頼り競争力を落としていくライバルクラブのミランやインテルとは違い、長期的な視点でチームを強化しカルチョポリ後の低迷から抜け出すと新しいサイクルを築いていった。
2011年5月31日、現役時代に「"闘将"」と呼ばれ、ユヴェントスで13シーズンプレーしたアントニオ・コンテが新監督として就任した。失いかけていた名門の誇りと、勝利に対する精神をチームに蘇らせることを期待され、コンテ本人も「ユベントス・スピリットを取り戻す」ことを第一目標に挙げた。不振の前シーズンを受けて増資がなされ、フロントも積極的な補強を宣言し、ステファン・リヒトシュタイナー、アルトゥーロ・ビダル、ミルコ・ヴチニッチらを獲得し、ミランで契約延長に至らなかったアンドレア・ピルロはフリーでの加入となった。
サイド攻撃を軸にした4-2-4と、ピルロ、マルキージオ、ヴィダルのコンビネーションを活かす4-3-3を使い分け開幕2連勝を飾る。4-3-3のシステムが固まり、迎えた第13節ラツィオ戦は首位攻防戦で、試合をコントロールしたユヴェントスが1-0で勝利し首位で前半戦を終えた。ユヴェントスが冬の王者になるのは、2005-06シーズン以来のことであった。前半戦の戦いについて、使い慣れていた4-2-4の布陣より、4-3-3が機能すると分かると即座に戦術変更を決断し、デル・ピエロのようなバンディエラをベンチに置くこともためらわないチームマネジメントを評価されている。「スクデット決定戦」と喧伝された第25節のミラン戦から、降雪で延期された第23節も含み4戦連続で引き分けとなり、勝利より引き分けの方が多くなってしまうとコンテは無敗を強調したが、首位ミランとの差が広がり始めていた。ミランを追う形となったユヴェントスは、第28節の快勝を皮切りに、4試合で12得点、523分間無失点継続と、怒涛の4連勝で首位に返り咲いた。連勝は8まで伸び、第37節の勝利で9シーズンぶりの優勝が決定した。就任1年目で優勝を達成したコンテは、試合終了後のインタビューを「今日、ユベントスが帰ってきた」という言葉で締めた。シーズン前半の10月18日の株主総会で、アニェッリ会長自らデル・ピエロとの契約が終了することを明言しており、シーズン最終試合は退団試合となった。前半28分に得点を決め、後半57分の交代では満員のスタンディングオベーションに見送られた。最終成績は38戦23勝15分で、無敗での優勝となった。総失点の「20」は、セリエAにおける最少失点記録更新となり、「20人」からゴールが生まれたことも最多得点者数の記録更新となった。
2012-13シーズンはチャンピオンズリーグ参戦のため、戦力補強としてウディネーゼからクワドォー・アサモアとマウリシオ・イスラを獲得し、マンチェスター・ユナイテッドからは、ポール・ポグバを獲得した。一方コンテは、シエナ監督時代に八百長の事実を知りながら報告を怠ったとして、10ヶ月の資格停止処分が下された。コンテ不在の間、代行監督としてアシスタントコーチのマッシモ・カレーラが指名された。第8節のナポリ戦から5連勝で迎えたイタリアダービーで敗北すると、2011年から続いていたリーグ無敗記録は49でストップしてしまった。資格停止処分が4か月に軽減されたコンテが第16節からベンチに復帰し、リーグでも2位と勝ち点8差の首位で年内最終戦を終えた。年明けは、ピルロ、マルキージオ、キエッリーニら主力の故障でクオリティが低下したが、2位との直接対決となった第27節のナポリ戦では、引き分けという結果で差を縮めさせなかった。ナポリ戦以降8連勝で勝ち点を積み上げ、2013年5月5日に3節を残し2連覇を達成した。最終成績は、27勝6分5敗であり、開幕から1度も首位の座を譲ることがなかった。
前年に4-3-3で固まったとみられていたフォーメーションだが、コンテは改善の手を緩めず3バックを導入する。見た目上は3-5-2であるが、より攻撃的にするためサイドの選手を前線に押し上げ、4-2-4の4トップの考え方を活かした3-3-4という布陣にたどり着く。また、3バックの導入は移籍当初から守備のミスで批判されていたボヌッチの負担を軽減し、長所であるビルドアップ能力をより活かせるようになった。2トップにはヴチニッチとマトリを起用し、前線からの積極的なプレッシングを要求することでインテンシティが高まった。相手を選ばず、常に主導権を握っていく「強者のスタイル」が浸透したシーズンとなり、コンテも「今季のチームは昨季より強かった」と讃えている。
ガゼッタ・デロ・スポルトに補強の必要性が指摘されていた大型FWには、マンチェスター・シティからカルロス・テベスと、2013年1月に加入内定が発表されていたフェルナンド・ジョレンテが加入した。前シーズンの3-5-2を土台にしながら、リヒトシュタイナーが担っていた右ウィングのポジションをヴチニッチに変えることで、より重心を前に置いた3-3-4のフォーメーションを完成させようと目論んだ。ハードワークが要求されるコンテの2トップの元で、テベスは開幕1カ月でシステムに適応し、DFとの駆け引きやポストプレーでの組み立てに参加しながら6試合で4ゴールの活躍ぶりを見せた。開幕8試合で無得点試合がないという攻撃の充実ぶりながら、前シーズンからの課題であるチャンピオンズリーグとの両立には悩まされた。それでも新戦力のジョレンテがレギュラーに定着し攻撃にバリエーションが増え、序盤戦に勢いのあったローマ、ナポリの両クラブが停滞している間に6連勝で首位に躍り出た。マルキージオの怪我で出場機会が回ってきたポグバも、ビダルとのコンビで中盤を制圧しており、ヨーロッパでも屈指のレベルにあると評価された。リーグ戦では、38戦33勝3分2敗という成績で通算30回目の優勝を果たし、3連覇を達成した。12連勝1回、7連勝2回とシーズンで大崩れすることがなく、勝ち点「102」はセリエだけでなく欧州主要リーグの最多勝ち点記録を更新し、ホーム開催試合19試合全てで勝利する圧倒的な強さを示したシーズンとなった。
国内では圧倒的な強さを見せ、3年間の114試合のうち敗北したのは7試合だけだった。しかし欧州の舞台では結果が振るわず、ヨーロッパリーグでもホームスタジアムで行われる決勝にたどり着けなかった。コンテもフロントもチャンピオンズリーグ制覇の気持ちは同じだったが、積極的な補強を望むコンテに対してフロントは健全な財政を優先し、納得のいかないコンテはサマーキャンプ初日に電撃辞任した。

### アッレグリ政権の黄金期

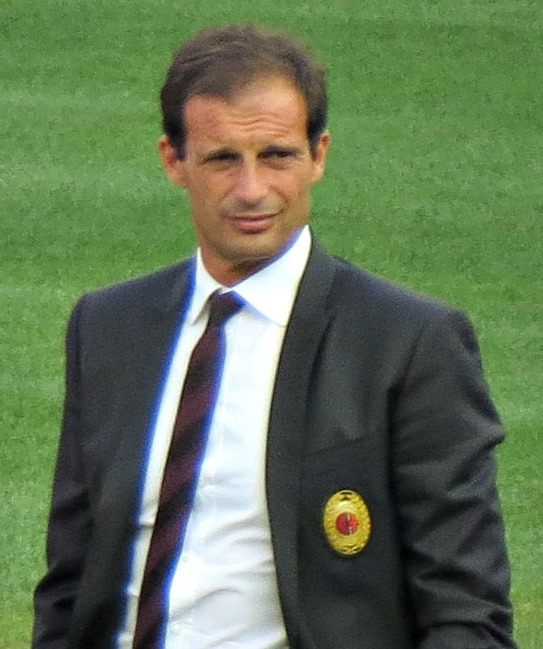
マッシミリアーノ・アッレグリ

アントニオ・コンテ辞任の翌日に後任としてマッシミリアーノ・アッレグリの就任が発表された。アッレグリは2010-11シーズンにミランでスクデットを勝ち取っているものの、ピルロを冷遇しユヴェントスへ移籍する原因となったことや、ユヴェントスへの批判を口にしていたためサポーターから歓迎されず、「＃NoAllegri」というハッシュタグがTwitter上で拡散してしまった。また、3連覇チームの3-5-2を基本方針とする発言をしたものの、アッレグリはキャリアで一貫して4バックと3センターの中盤のシステムを用いてきたため、短い準備時間でどのように戦術を浸透させていくかが最初の課題となった。開幕から2カ月後の11月に入り、アッレグリは4バックの4-3-1-2のフォーメーション移行へ踏み切ると、トップ下に加えて中盤に下りて組み立てに参加するテベスの5人でポゼッションを維持することが可能になり、得点率、失点率ともに数値が改善した。リーグ後半戦が始まると2位ローマが徐々に勝ち点を取りこぼすのに対し、安定感のあるユヴェントスは独走態勢に入っていき、2015年5月2日、4試合を残し2位ラツィオとの勝ち点差が17となりリーグ優勝が確定、コンテ時代から合わせて4連覇達成となった。最終成績は、26勝9分3敗で前年に比べれば勝ち点は減少したものの、コッパイタリアで20年ぶりの優勝、チャンピオンズリーグで決勝進出と3つのコンペティションを戦い切った。単純に控え選手と入れ替えるターンオーバーではなく個々の体調に合わせて出場時間を調整し、コンディションの悪化を防いだ。チャンピオンズリーグ決勝トーナメントで息切れした試合はなく、リーグでも突出して出場時間が多かったのはブッフォン、ボヌッチ、マルキージオの3名に限られた。
チャンピオンズリーグ準決勝に進出したチームの中で唯一格下と見られていたユヴェントスだったが、前年王者のレアル・マドリードから移籍してきたアルバロ・モラタが古巣相手に2試合連続ゴールの活躍で決勝に進出した。チャンピオンズリーグ決勝のバルセロナ戦では、前半4分に失点するものの後半55分にモラタのゴールで振り出しに戻す。しかし、逆転しようと攻めあがったところにMSNトリオのカウンターで2失点すると、前評判を覆せず1-3で敗戦した。
夏のマーケットではテベス、ピルロ、ビダルが移籍し、4連覇の核だったセンターラインが総入れ替えとなったものの、マンジュキッチやケディラの獲得に加え、ウィングのポジションでも起用できるクアドラードは攻撃のオプションを増やし、ディバラやルガーニのような若い選手の加入で中期的なチーム作りへの投資も行った。
迎えた新シーズンはクラブ史上初の開幕2連敗を喫すると、10試合で勝ち点を12しか積み上げられずクラブ史上最悪の成績で14位まで沈んでしまった。浮上のきっかけは11節のトリノダービーで、マルキージオ、ケディラが復帰しディバラ、マンジュキッチのコンビがチームにフィットし始めた11月から本来の調子を取り戻し、首位ナポリとの天王山となった第25節に勝利し15連勝で首位まで順位を上げた。3月20日のトリノダービーにおいてブッフォンは、1992-93シーズンにセバスティアーノ・ロッシが記録した930分間無失点という記録を更新し、973分間無失点のセリエA新記録を樹立した。15連勝から引き分けを挟み、更に10連勝と26試合無敗で順位を上げていき、最終成績は29勝4分5敗で圧倒的強さを見せつけ5連覇を達成した。
前年と同様に主力選手であるポグバがマンチェスター・ユナイテッドへ移籍したものの、前年にセリエAの得点記録を更新したゴンサロ・イグアイン、ミラレム・ピャニッチ、ダニエウ・アウヴェスを補強。ピャニッチ、イグアインの獲得はローマ、ナポリの両チームに契約解除金を払っており、移籍交渉をせず優勝を争うライバルから引き抜いた形となった。
マルキージオの長期離脱でレジスタを任せられる選手がおらず試行錯誤が続いた中、2017年1月22日のラツィオ戦において、スターティングメンバーにイグアイン、ディバラ、マンジュキッチ、クアドラード、ケディラ、ピャニッチという攻撃的なメンバーが並んだ。それまで用いていた3-5-2でも4-3-1-2の布陣でもなく、ワントップにイグアイン、ツーボランチにケディラとピャニッチ、左サイドにマンジュキッチという4-2-3-1の構成だった。トップ下のディバラはスペースを自由に移動しながらプレーし、マンジュキッチはフィジカルで優位に立つ等新たな可能性を示した。アッレグリは起床時にこのフォーメーションを思いついたと言い、攻撃的な選手を同時に5人起用することから、イタリアの政党・五つ星運動になぞらえてメディアは「チンクエ・ステッレ」と呼んだ。システム変更で最適解を発見しコッパイタリアでも3連覇を達成する力の配分で、終盤には引き分け試合が増えたものの一度も首位を譲ることなく29勝4分5敗の最終成績でリーグ6連覇を達成した。
チャンピオンズリーグでは2年前の決勝で敗れたバルセロナやキリアン・エムバペを擁し勢いに乗るASモナコを退け、レアル・マドリードと相対する決勝へ2年ぶりに駒を進めた。「可変システム」対「不変システム」の対決となったチャンピオンズリーグ決勝は、ユヴェントスが前半からプレスをかけレアルマドリードに効果的な攻めをさせず1-1の同点で折り返すものの、プレスの圧力が弱まり受けに回った後半61分、64分に立て続けに失点し、為す術がなく1-4で敗戦した。
2017-18シーズンは、前シーズンのパレルモ戦でアッレグリと言い争いになり、直後のチャンピオンズリーグのポルト戦でベンチ外処分になるなど関係悪化が噂されていたボヌッチが移籍志願し、ACミランへ加入する不穏なスタートとなった。アッレグリは毎年序盤戦にシステムの最適解を試行錯誤しながら、後半戦にピークパフォーマンスを持ってくる戦略を取っている。それでも例年通りの首位独走とはいかず、ナポリと1ポイント差の2位で冬の中断期間を迎えることとなった。12月には調子の上がらないディバラをスタメンから外し、ピャニッチを中心にケディラとマテュイディの3人の中盤で攻守のバランスを改善した4-3-3の布陣を採用し始めた。
独走して優勝した過去2シーズンと同等の勝ち点を積み上げたものの、欧州5大リーグで唯一最終盤まで優勝争いが決着せず、ユヴェントスの7連覇が確定したのは2018年5月13日のことだった。12月から用いられた4-3-3のシステムではチームのエースであるディバラを活かすことができず、4-4-2や3-5-2のフォーメーションも試されたものの最終形が固まることはなかった。また、バルザーリの衰え、ブッフォンの退団、マルキージオの相次ぐ故障と連覇を支えてきたメンバーが中心ではなくなり、サイクルの終わりを感じさせるシーズンとなった。
アッレグリが就任してからの4年間は、リーグだけでなくコッパ・イタリアでも勝ち続け、4年連続で国内2冠を達成した。また、2015年8月23日から2017年10月14日までのおよそ2年間、ホームスタジアムで開催した57試合で無敗を継続しその内45勝する圧倒ぶりだった。高いインテンシティで相手を圧倒するようなコンテのサッカーから、ポゼッションで試合をコントロールしながらゆっくり相手を料理するサッカーへ変化し、積極的な補強策で毎年メンバーを入れ替えながらもアッレグリのマネジメント力でタイトルを獲得し続けた。

### 拡大路線とコロナ禍

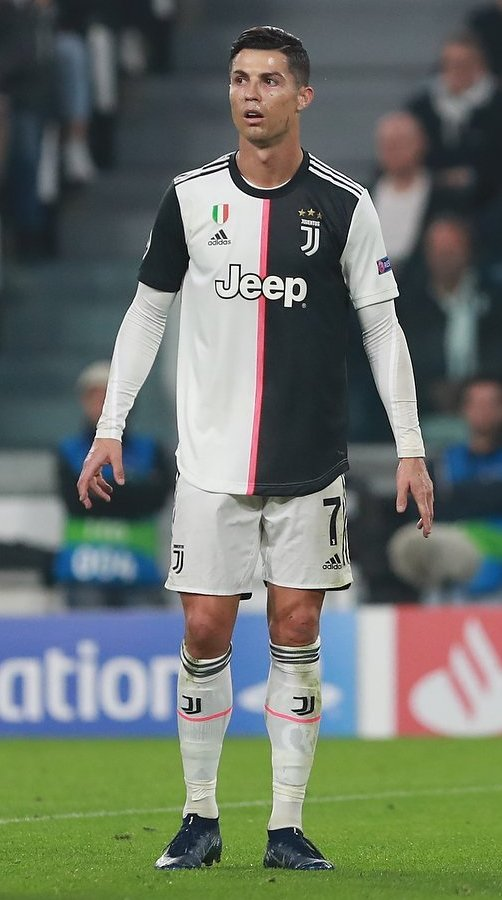
クリスティアーノ・ロナウド

ユヴェントスの課題は収益改善で、新スタジアムや継続的なチャンピオンズリーグ出場によりイタリアのクラブで唯一健闘していたが、欧州のトップクラブとは2008-09シーズンからの10年間で大きく差をつけられておりトップ10に入るのがやっとという状況であった。最初は噂話だと思われていた2018年のクリスティアーノ・ロナウドの獲得は、あと一歩で届かなかったチャンピオンズリーグ制覇のための戦力補強以上にマーケティング改善の狙いがあった。マドリーやバルセロナ、マンUといったマーケットにおいて知名度のあるクラブはSNSでも影響力を持っており、ユヴェントスと大きな差があった。Instagramだけで1億人を超えるフォロワーを持つロナウドの宣伝効果は凄まじく、移籍から1カ月経たない間にユヴェントスのInstagramのフォロワーは1.5倍に増加している。33歳を超えた選手に総額3億ユーロもの資金を投じることは、フィナンシャル・タイムズ紙にギャンブルだと評された一方、ユニフォームの売り上げは1日で52万枚に達し、さらに株価は33%上昇し、KPMGによるレポート「ロナウド・エコノミクス」では、コマーシャル収入は3年で1億ユーロの増収になり投資が回収できる見込みがあると分析された。ロナウドの獲得では意見の対立があり、反対意見のマロッタの契約が更新されなかったことからインテルへ移ることになり、アニェッリ会長と一緒に交渉を進めていたパラティチが強化責任者に昇格することになった。2019年10月24日の株主総会では、アニェッリの就任から9年間で売り上げが3.6倍、株価が9倍になったことが紹介され、2019年を「新たなゼロ年」とし、テレビ視聴者の減少に触れながらよりグローバルなマーケットへの方向性が示された。
この路線は競技面にも影響し、ロナウドを巨額の資金で獲得した時点で「優勝は当たり前、チャンピオンズリーグを制覇できなければ失敗」という空気ができあがってしまった。開幕15試合で14勝1分けは5大リーグの記録となる勢いで、第16節時点で既に2位ナポリと8ポイントの勝ち点差を付けており、「11月にリーグは終わった」「早くも8連覇は確実」という声すらあった。初黒星は3月19日に行われた第28節のジェノア戦で、その頃にはナポリと20もの勝ち点差が開いていた。
4月20日のフィオレンティーナ戦に勝利し前人未到の8連覇を達成したものの喜びは一瞬で、4日前のチャンピオンズリーグ・ベスト8のアヤックス戦の敗戦を忘れさせてくれるものではなかった。求めるところは国内リーグの外側にあり、サポーターを満足させるスペクタクルなサッカーを実現できなかったことから、5年連続でリーグ優勝に導いたアッレグリは事実上の解任となってしまった。アッレグリ解任の意見はパラティチやネドヴェド副会長から出ていたとされ、会長のアニェッリはアッレグリの退任会見において、会長の一存ではなく企業として下された決断だということを強調した。
後任のマウリツィオ・サッリ監督は、よりモダンな特徴を持ったマタイス・デ・リフトに出場機会を与え、センターバックに高い位置を要求し積極的にビルドアップに参加させた。26勝5分7敗の成績で優勝し9連覇を果たしたものの、「サッリボール」とメディアが称したショートパスで相手を崩していくサッカーと、ブランドイメージのためにロナウドを中心にするタスクは噛み合わず、試行錯誤の末首脳陣を満足させられず「サッリのユヴェントス」という具体的な形を提示できずにシーズンは終了してしまった。
| 年度    | スポンサー収入 | MD収入  | コマーシャル総収入 |
| ------- | -------------- | ------- | ------------------ |
| 2017-18 | 8690万€        | 2780万€ | 1億1470万€         |
| 2018-19 | 1億880万€      | 4400万€ | 1億5280万€         |
| 2019-20 | 1億2950万€     | 3170万€ | 1億6120万€         |

2020年3月に新型コロナの感染拡大でリーグが中断されると、拡大路線で売り上げの中で人件費の占める割合が7割まで達していたユヴェントスは財政的な苦境に陥った。実質的な親会社フィアット・クライスラー・オートモービルズのブランド・Jeepの契約でスポンサー収入を確保したものの、営業収入は20~30%減少する厳しい見通しで、全体的な売り上げが8％減少することで人件費の割合は80%に達してしまった。コロナ禍という不運があったとはいえ、2016年から3年間でバランスを取っていた収支が一気に傾き、FFPの基準を超える赤字が積み重なっていた。
サッリの解任により、監督経験が無いアンドレア・ピルロをBチームから急遽トップチームに抜擢したのは会長の判断だった。ピルロの志向するサッカーは、UEFAライセンスの修了論文「私の望むサッカー (Il calcio che vorrei)」に書かれているモダンでイタリア代表のゲームモデルと通ずるものであり、ロナウドのような守備のタスクが少ない選手を前線に置きながらハイプレスをどのように実現するか手腕が問われた。しかし新人監督にとって故障者、世代交代、ロナウドと相性の悪かった可変システムの断念と問題が積み重なり、スクデット10連覇を逃し最終節でなんとかチャンピオンズリーグ出場権は確保するという結果に終わった。ネドヴェドと共にアッレグリ解任を強く主張していたパラティチはマロッタと同様に契約を更新されず、2年連続で監督の哲学との妥協点を探ったシーズンの後に再びアッレグリを呼び戻したことに迷走が表れていた。
2021年4月18日に発表されたスーパーリーグ構想では、ユヴェントスは参加クラブに名を連ねた。アニェッリ会長は欧州クラブ協会の代表であり、UEFAとチャンピオンズリーグのフォーマットについて協議していたが、コロナ後の人件費高騰、経営悪化などを理由に寝返る形でスーパーリーグ構想を主導した。サッカー界の反発が強く構想はすぐさま頓挫してしまったが、ユヴェントスサポーターも拒否反応を示し、スタジアムではアニェッリ会長を非難するバナーが掲げられた。

### 第二次アッレグリ政権
2021年5月28日、2年ぶりにマッシミリアーノ・アッレグリが4年契約で監督に復帰した。移籍ではチームの若返りが進められ、数年間チームの中心だったロナウドをマンチェスター・ユナイテッドFCに売却したほか、2019-20シーズンよりパリ・サンジェルマンFCから復帰していたブッフォンが再び退団した。シャルケ04からレンタル移籍していたウェストン・マッケニーを獲得し、また新たにマヌエル・ロカテッリらを加えたものの大型の移籍はなかった。
スクデット奪還という高い目標を掲げて突入したシーズンであったが、開幕4戦で2敗2分を喫し降格圏に沈むなどインテルやミラン、ナポリなどが展開する優勝争いから早々に脱落してしまった。目標を前年度と同じチャンピオンズリーグ確保に後退させざるを得ない状況の中、冬の移籍市場ではACFフィオレンティーナからドゥシャン・ヴラホヴィッチを獲得し、ロナウドの穴を埋めた。一方でパラティチがマネージングディレクターに就任したトッテナム・ホットスパーFCにロドリゴ・ベンタンクールとデヤン・クルゼフスキの2選手を移籍させた。
最終的に24節でアタランタをかわして4位に浮上したが、そのまま順位の変動がないままシーズンを終えた。チャンピオンズリーグ出場は決めたものの、勝ち点が78から70、得失点差が+39から+20まで減少するなど前年度より戦いぶりは冴えずチームの復活には至らなかった。カップ戦でもチャンピオンズリーグはビジャレアルCFに敗れてベスト16、コッパ・イタリアでもインテルに敗れて準優勝という結果に終わり、2010-11シーズン以来の無冠に終わった。
2022-23シーズンはブレーメルをトリノから獲得し、フリー移籍ではアンヘル・ディ・マリアが加入。また、マンチェスター・ユナイテッドからポール・ポグバが復帰した。11月28日、アンドレア・アニェッリ会長・パベル・ネドベド副会長・マウリツィオ・アリバベーネCEOを始めとする取締役会の全員が辞任を発表した。これは2021年6月からイタリア国家証券委員会などに調査されていた不正会計によるものであり、FFP回避のための複数年にわたる会計操作が行われていた。新会長にはジャンルカ・フェレーロが就任した。
これによって2023年1月20日に勝ち点15の剥奪が発表されたものの白紙となり、最終的に勝ち点10の剥奪となった。チームは勝ち点72を獲得しチャンピオンズリーグ出場権の3位につけていたものの、この処分によって7位に転落してシーズンを終了することとなった。チャンピオンズリーグではマッカビ・ハイファFCに対する1勝のみでグループリーグ敗退。ヨーロッパリーグとコッパ・イタリアでも準決勝敗退に終わり、この年もタイトルを獲得できなかった。
2023-24シーズンでのUEFAカンファレンスリーグの出場が可能な順位であったが、7月28日にFFP違反による大会からの追放が発表された。ユヴェントスがUEFA主催の大会に出場しないのは2011-12シーズン以来のことになった。移籍市場ではではレンタル移籍していたロカテッリが正式加入。一方で長年守備陣を支えてきたボヌッチやMFのフアン・クアドラードらが退団した。
シーズンではポグバがドーピング疑惑で出場停止になったものの(もともと怪我もありほとんど出場していなかった)、序盤から首位を走るインテルに次ぐ2位を維持。21節でUSレッチェを3-0で下すと首位に浮上し、アッレグリ政権3年目にして念願のスクデット獲得に向けた好機が訪れた。しかし23節のインテルとの首位対決で痛恨の0-1敗戦を喫するとその後は失速。一時期は優勝どころかチャンピオンズリーグ出場すら危ぶまれる状態に陥り、最終的にはレッチェ戦後のリーグ17試合で19点しか勝ち点を積み上げられず、インテルはおろかミランの後塵を拝する3位でシーズンを終えることになった。
第二次アッレグリ政権の終わりは唐突に訪れた。5月15日に行われたコッパ・イタリア決勝でアタランタBCを1-0で下しピルロ政権以来のタイトルを獲得したものの、審判への侮辱や照明装置を蹴ったことなどによりアッレグリは退席処分を受けることになった。試合後にはスポーツディレクターのクリスティアーノ・ジュントーリを追い払うような姿を見せ、スタジアムの通路で記者と口論になったなどとも報じられた。5月17日、取締役会は「ユヴェントスの価値観にそぐわない」とし、残りの契約期間を1年残した状態でのアッレグリの解任を発表した。

### 新生モッタ体制
2024年6月13日、昨季ボローニャのクラブ史上初のCL出場権獲得に大きく貢献したティアゴ・モッタを新監督として招聘することを発表した。監督交代に伴い、メンバーは大幅に刷新されることとなった。フェデリコ・キエーザをリヴァプールに、アッレクス・サンドロをフリーでフラメンゴに、アドリアン・ラビオをフリーでマルセイユに、イリング・ジュニオールをアストン・ヴィラに、モイーズ・キーンをフィオレンティーナに、マティアス・スーレをローマに、ディーン・ハイセンをボーンマスにそれぞれ放出した。一方、ドウグラス・ルイスをアストン・ヴィラから、ケフラン・テュラムをニースから、フアン・カバルをヴェローナから、トゥーン・コープマイネルスをアタランタからそれぞれ完全移籍で、ミケーレ・ディ・グレゴーリオをモンツァから、ニコラス・コンザレスをフィオレンティーナから、フランシスコ・コンセイソンをポルトからそれぞれ買い取り義務付きレンタルで、ピエール・カルルをミランから買い取りOP付きレンタルで獲得した。リーグ戦は1月のナポリ戦まで無敗をキープするも新戦力がうまくはまらず、戦術の浸透度もなかなか上がらなかったことで引き分けが多く、うまく波に乗れていなかった。新フォーマットとなったチャンピオンズリーグではプレーオフでPSVに敗れて敗退となった。3月のリーグ戦でアタランタに0-4、フィオレンティーナに0-3と連敗したことで、ティアゴ・モッタを解任した。

## タイトル

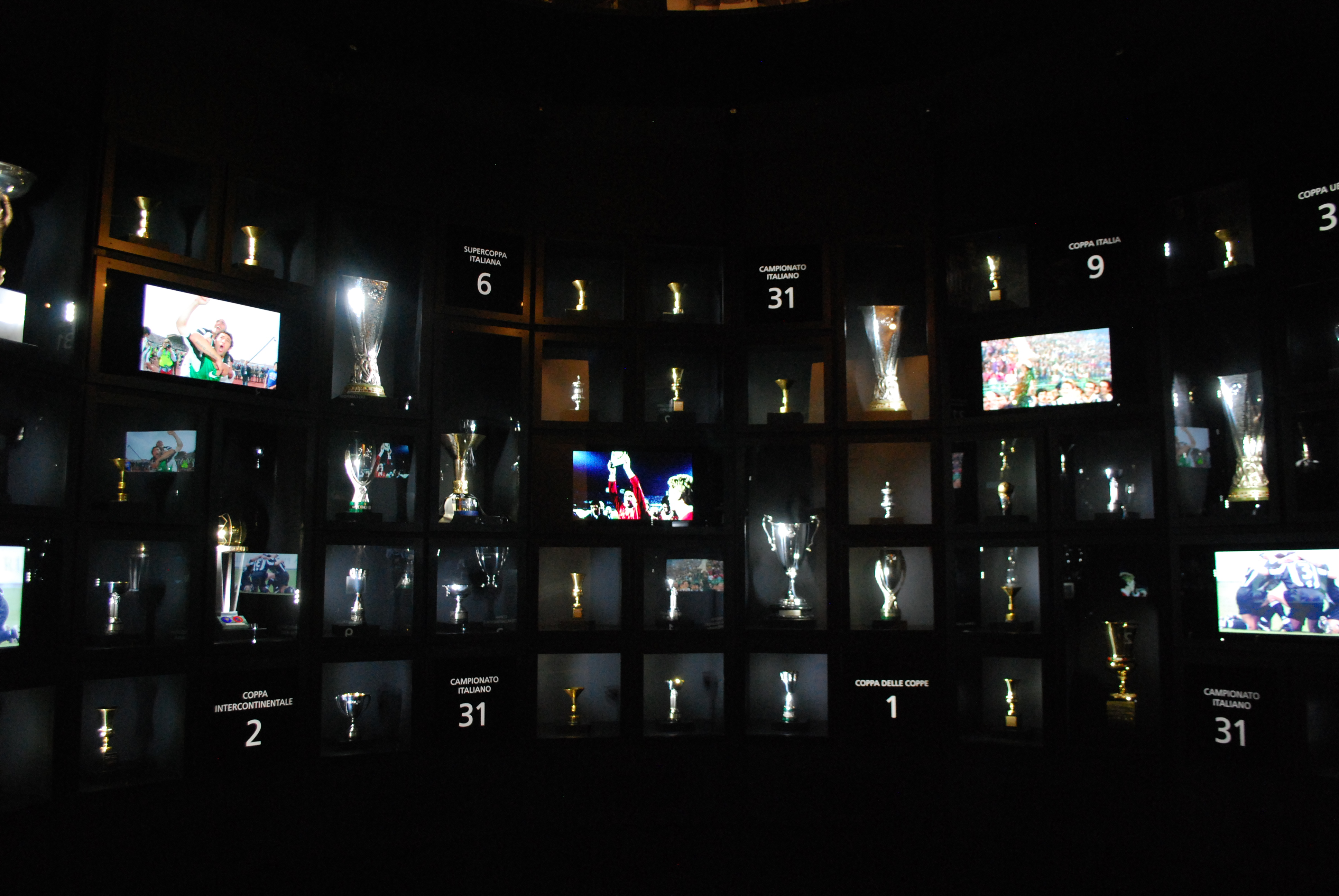
トロフィールーム

### 国内タイトル
- セリエA：36回  [451]
  - 1905, 1925-26, 1930-31, 1931-32, 1932-33, 1933-34, 1934-35, 1949-50, 1951-52, 1957-58, 1959-60, 1960-61, 1966-67, 1971-72, 1972-73, 1974-75, 1976-77, 1977-78, 1980-81, 1981-82, 1983-84, 1985-86, 1994-95, 1996-97, 1997-98, 2001-02, 2002-03, 2011-12, 2012-13, 2013-14, 2014-15, 2015-16, 2016-17, 2017-18, 2018-19, 2019-20（カルチョ・スキャンダルにより2004-05, 2005-06のスクデット剥奪）

- セリエB：1回 [452]
  - 2006-07

- コッパ・イタリア：15回  [453]
  - 1937-38, 1941-42, 1958-59, 1959-60, 1964-65, 1978-79, 1982-83, 1989-90, 1994-95, 2014-15, 2015-16, 2016-17, 2017-18, 2020-21, 2023-24

- スーペルコッパ・イタリアーナ：9回 [454]
  - 1995, 1997, 2002, 2003, 2012, 2013, 2015, 2018, 2020

### 国際タイトル
- トヨタカップ：2回 [455]
  - 1985, 1996

- UEFAチャンピオンズリーグ：2回  [456]
  - 1984-85, 1995-96

- UEFAカップウィナーズカップ：1回  [457]
  - 1983-84

- UEFAカップ：3回 [458]
  - 1976-77, 1989-90, 1992-93

- UEFAスーパーカップ：2回 [459]
  - 1984, 1996

- UEFAインタートトカップ：1回 [455]
  - 1999

## 過去の成績
| シーズン | カテゴリ | 試 | 勝 | 分 | 負 | 得 | 失 | 点    | 順位 | コッパ・イタリア | 国際大会 | 国際大会                                    | 監督                         |
| -------- | -------- | -- | -- | -- | -- | -- | -- | ----- | ---- | ---------------- | -------- | ------------------------------------------- | ---------------------------- |
| 2010-11  | セリエA  | 38 | 15 | 13 | 10 | 57 | 47 | 58    | 7位  | 準々決勝敗退     | EL       | グループリーグ敗退                          | ルイジ・デルネーリ           |
| 2011-12  | セリエA  | 38 | 23 | 15 | 0  | 68 | 20 | 84    | 1位  | 準優勝           | —        | —                                           | アントニオ・コンテ           |
| 2012-13  | セリエA  | 38 | 27 | 6  | 5  | 71 | 24 | 87    | 1位  | 準決勝敗退       | CL       | ベスト8                                     | アントニオ・コンテ           |
| 2013-14  | セリエA  | 38 | 33 | 3  | 2  | 80 | 23 | 102   | 1位  | 準々決勝敗退     | CLEL     | グループリーグ敗退ベスト4                   | アントニオ・コンテ           |
| 2014-15  | セリエA  | 38 | 26 | 9  | 3  | 72 | 24 | 87    | 1位  | 優勝             | CL       | 準優勝                                      | マッシミリアーノ・アッレグリ |
| 2015-16  | セリエA  | 38 | 29 | 4  | 5  | 75 | 20 | 91    | 1位  | 優勝             | CL       | ベスト16                                    | マッシミリアーノ・アッレグリ |
| 2016-17  | セリエA  | 38 | 29 | 4  | 5  | 77 | 27 | 91    | 1位  | 優勝             | CL       | 準優勝                                      | マッシミリアーノ・アッレグリ |
| 2017-18  | セリエA  | 38 | 30 | 5  | 3  | 86 | 24 | 95    | 1位  | 優勝             | CL       | ベスト8                                     | マッシミリアーノ・アッレグリ |
| 2018-19  | セリエA  | 38 | 28 | 6  | 4  | 70 | 30 | 90    | 1位  | 準々決勝敗退     | CL       | ベスト8                                     | マッシミリアーノ・アッレグリ |
| 2019-20  | セリエA  | 38 | 26 | 5  | 7  | 76 | 43 | 83    | 1位  | 準優勝           | CL       | ベスト16                                    | マウリツィオ・サッリ         |
| 2020-21  | セリエA  | 38 | 23 | 9  | 6  | 77 | 38 | 78    | 4位  | 優勝             | CL       | ベスト16                                    | アンドレア・ピルロ           |
| 2021-22  | セリエA  | 38 | 20 | 10 | 8  | 57 | 37 | 70    | 4位  | 準優勝           | CL       | ベスト16                                    | マッシミリアーノ・アッレグリ |
| 2022-23  | セリエA  | 38 | 22 | 6  | 10 | 56 | 33 | 72→62 | 7位  | 準決勝敗退       | CLEL     | グループリーグ敗退ベスト4                   | マッシミリアーノ・アッレグリ |
| 2023-24  | セリエA  | 38 | 19 | 14 | 5  | 54 | 31 | 71    | 3位  | 優勝             | —        | —                                           | マッシミリアーノ・アッレグリ |
| 2024-25  | セリエA  | 38 | 18 | 16 | 4  | 58 | 35 | 70    | 4位  | 準々決勝敗退     | CLCWC    | ノックアウトフェーズ プレーオフ敗退出場予定 | イゴール・トゥドール         |

## 現所属メンバー
2023-24シーズン 開幕戦フォーメーション
2025年8月20日現在
注：選手の国籍表記はFIFAの定めた代表資格ルールに基づく。
| No. | Pos. |              | 選手名                       |
| --- | ---- | ------------ | ---------------------------- |
| 1   | GK   | イタリア     | マッティア・ペリン           |
| 3   | DF   | ブラジル     | ブレーメル ★                 |
| 4   | DF   | イタリア     | フェデリコ・ガッティ         |
| 5   | MF   | イタリア     | マヌエル・ロカテッリ ()      |
| 6   | DF   | イングランド | ロイド・ケリー ()            |
| 7   | FW   | ポルトガル   | フランシスコ・コンセイソン   |
| 8   | MF   | オランダ     | トゥーン・コープマイネルス   |
| 9   | FW   | セルビア     | ドゥシャン・ヴラホヴィッチ ★ |
| 10  | FW   | トルコ       | ケナン・ユルディズ ()        |
| 11  | FW   | アルゼンチン | ニコ・ゴンサレス ★           |
| 14  | FW   | ポーランド   | アルカディウシュ・ミリク     |
| 15  | DF   | フランス     | ピエール・カルル ()          |
| 16  | GK   | イタリア     | ミケーレ・ディ・グレゴーリオ |
| 18  | MF   | セルビア     | フィリップ・コスティッチ ★   |
| 19  | MF   | フランス     | ケフラン・テュラム           |

| No. | Pos. |                | 選手名                         |
| --- | ---- | -------------- | ------------------------------ |
| 21  | MF   | イタリア       | ファビオ・ミレッティ ☆         |
| 22  | MF   | アメリカ合衆国 | ウェストン・マッケニー ★       |
| 23  | GK   | イタリア       | カルロ・ピンソーリョ ☆         |
| 24  | DF   | イタリア       | ダニエレ・ルガーニ             |
| 25  | DF   | ポルトガル     | ジョアン・マリオ               |
| 26  | MF   | ブラジル       | ドウグラス・ルイス ★           |
| 27  | DF   | イタリア       | アンドレア・カンビアーゾ ☆     |
| 30  | FW   | カナダ         | ジョナサン・デイヴィッド ()()★ |
| 32  | DF   | コロンビア     | フアン・カバル ★               |
| 33  | DF   | ポルトガル     | チアゴ・ジャロ ()              |
| 37  | DF   | イタリア       | ニコロ・サヴォーナ ☆           |
| 40  | DF   | スウェーデン   | ヨナス・ロウヒ ()☆             |
| --  | DF   | ウルグアイ     | ファクンド・ゴンサレス ()      |
| --  | MF   | ブラジル       | アルトゥール                   |

監督
- イゴール・トゥドール

※括弧内の国旗はその他の保有国籍を、★はEU圏外選手を、☆はクラブ育成選手を示す。

### Bチーム
注：選手の国籍表記はFIFAの定めた代表資格ルールに基づく。
| No. | Pos. |              | 選手名                 |
| --- | ---- | ------------ | ---------------------- |
| 17  | MF   | モンテネグロ | ヴァシリエ・アジッチ ★ |

| No. | Pos. |          | 選手名                     |
| --- | ---- | -------- | -------------------------- |
| 64  | GK   | イタリア | ジョヴァンニ・ガロファーニ |

### ローン移籍
in
注：選手の国籍表記はFIFAの定めた代表資格ルールに基づく。
| No. | Pos. |  | 選手名 |
| --- | ---- |  | ------ |

| No. | Pos. |  | 選手名 |
| --- | ---- |  | ------ |

out
注：選手の国籍表記はFIFAの定めた代表資格ルールに基づく。
| No. | Pos. |          | 選手名                                      |
| --- | ---- | -------- | ------------------------------------------- |
| 38  | GK   | イタリア | ジョヴァンニ・ダッファーラ (アヴェッリーノ) |

| No. | Pos. |                | 選手名                          |
| --- | ---- | -------------- | ------------------------------- |
| --  | FW   | アメリカ合衆国 | ティモシー・ウェア (マルセイユ) |

## エンブレム
いくつかのデザインの変化を経ながら100年以上使われていたエンブレムには真ん中に牡牛が描かれており、トリノの語源がタウリーニ（牛の人々）であることが由来である。しかし、ユニフォームの配色やマスコットにシマウマが使われていることもあり、「牛ではなくシマウマなのではないか？」とネットで論争になったこともある。ACミランと形が近い楕円形はイタリアの紋章の特色であり、クラブ名の下の金色の曲線は「栄光」を表している。2017年に一新された現在のロゴは、ユヴェントスのイニシャルの「J」をモチーフにしたシンプルなものになっており、グッズやアパレル商品に馴染む大胆な変更となった。また「J」という文字はイタリア語のアルファベットには元々存在せず、クラブ名がラテン語由来であるアイデンティティを強く押し出している。ロゴは世界的なブランディング会社であるインターブランドのデザインによるもので、「ユヴェントス・ファンズ」というフォントも合わせて開発されている。変化の背景には、ユヴェントスが資金力のある欧州のトップクラブとの競争に後れを取り、特に売り上げの中でコマーシャル分野が占める割合が低いことがあった。片野道郎は、シンプルなロゴとフォントを用いてグッズ展開していくことから、「クラブエンブレム」から「ブランドロゴ」へ再定義する狙いがあると分析している。

## ユニフォーム
クラブカラーは白と黒の縦縞。クラブ創設当初はピンクのシャツに黒いパンツ、加えて黒いネクタイを着用していた。当時のユニフォームは色褪せしやすいという問題があり、1903年に共同経営者で選手としてもクラブに所属したイングランド人ジョン・サヴェージはユニフォームの新調を決めた。サヴェージは当初、ノッティンガム・フォレストのような赤いユニフォームにしようとしていたが、代替ユニフォームを頼まれた母国の友人は、色褪せたピンク色のユニフォームを白いユニフォームが汚れたと勘違いしてしまい、更にノッツ・カウンティのファンであったため勝手に黒のストライプを追加してしまった。依頼していたものとは全く違うものが届くこととなったが、開幕直前で代わりのものが用意できずそのまま白と黒のユニフォームを着用した。次第に白と黒は攻撃的な色で優雅なイメージだと考えるようになり、クラブを象徴するユニフォームとなった。2011-12シーズンや2015-16シーズンには、アウェイユニフォームの配色にピンクが使われている。
| シーズン  | サプライヤー | スポンサー                             |
| --------- | ------------ | -------------------------------------- |
| 1979–1989 | Kappa        | Ariston                                |
| 1989–1992 | Kappa        | UPIM                                   |
| 1992–1995 | Kappa        | Danone                                 |
| 1995–1998 | Kappa        | SONY                                   |
| 1998–1999 | Kappa        | D+Libertà digitale/Tele+               |
| 1999–2000 | Kappa        | CanalSatellite/D+Libertà digitale/SONY |
| 2000–2001 | Lotto        | Sportal.com/Tele+                      |
| 2001–2002 | Lotto        | Fastweb/Tu Mobile                      |
| 2002–2003 | Lotto        | Fastweb/Tamoil                         |
| 2003–2004 | Nike         | Fastweb/Tamoil                         |
| 2004–2005 | Nike         | Sky Sport/Tamoil                       |
| 2005–2007 | Nike         | Tamoil                                 |
| 2007–2010 | Nike         | FIAT (New Holland)                     |
| 2010–2012 | Nike         | BetClic/Balocco                        |
| 2012–2015 | Nike         | Jeep                                   |
| 2015–2024 | Adidas       | Jeep                                   |
| 2024-2025 | Adidas       | Save the Children                      |
| 2025-     | Adidas       | Jeep/VISIT Detroit                     |

1979年に胸元のスポンサー広告が解禁されてから、ダノンやソニーといった会社がスポンサーになってきた。2003年からリビアのオイル会社であったTamoilがスポンサーになったが、サプライヤーであるナイキのロゴが入らなかった。政治的な関係からナイキが拒否したといわれるが、2006年にはユヴェントスがセリエBに降格し契約破棄条項があったため、Tamoilはスポンサーから撤退した。
2017-18シーズンからは背中側のスポンサーを採用し、日本企業であるCygamesと3年間の契約を締結した。Cygamesの渡邊耕一代表取締役社長はスポンサードの理由について、Cygamesがオフィシャルスポンサーをしていたサガン鳥栖と名前の語呂が近いことと、Cygamesのコーポレートカラーがユヴェントスと同じ白と黒だったことを挙げている。Cygamesより配信されているShadowverseでは、ユヴェントスのロゴがデザインされたコラボエンブレムやスリーブが入手できるキャンペーンが行われた。

## スタジアム

### ユヴェントス・スタジアム
総工費は1億500万ユーロ。カルチョ・スキャンダルによる収入の悪化や、EURO2012招致の失敗により一時計画が危ぶまれた。ユベントスは建設費の調達のため、スタジアム完成前の2008年からマーケティング会社の「Sportfive」社と提携し、イタリアのクラブで初めて命名権を売却した。12年間で総額7500万ユーロの契約になり、建設額の7割ほどの担保を確保している。しかし、命名権は行使されずユヴェントス・スタジアムのまま使用されていたが、2017年にアリアンツが命名権を取得しアリアンツ・スタジアムの名称を用いている。2020年には契約が2030年まで延長されている。
| 年度    | 平均観客動員数 | 占有率  |
| ------- | -------------- | ------- |
| 2014-15 | 38,553人       | 約92.9% |
| 2015-16 | 38,662人       | 約93.1% |
| 2016-17 | 39,936人       | 約96.2% |
| 2017-18 | 39,316人       | 約94.7% |
| 2018-19 | 40,082人       | 約96.6% |

オープニングセレモニーは2011年9月8日に行われ、こけら落としとして白と黒のユニフォームの元となったノッツ・カウンティFCとの試合が行われた。2010-11シーズンに2万2000人程だった平均入場者数は、新スタジアムで3万6千人まで上昇した。この数字は10節終了時点であるが、前年比で64%増の改善となった。これは一時的なものではなく、2018-19シーズンまで最大収容人数における占有率で90%以上の数字を維持し続けた。また、入場料収入も2010-11シーズンの1160万ユーロから、2013-14シーズンには4100万ユーロまで大幅に改善し、この数字は2010-11シーズンに優勝したACミランのサン・シーロの入場料収入を、半分の収容人数ながら上回っていることになる。
スタジアム住所には、交通事故で亡くなったガエターノ・シレアの名前が冠されている。スタジアムには、ミュージアム、公式ショップ、「Area12」というショッピングモールが併設され複合施設となっており、なかでもトロフィーや写真が展示されクラブの歴史を知ることができるミュージアムは、2012年の開館から2018年までで112万の来館者が訪れた。

### 過去のスタジアム

#### スタディオ・コムナーレ

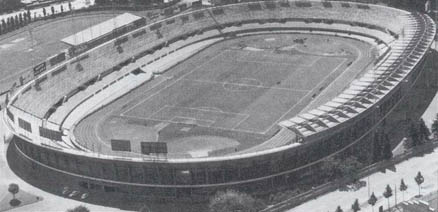
1930年代のスタディオ・コムナーレ

スタディオ・コムナーレはイタリア語で市営スタジアムという意味で、1934年から1990年までユヴェントスとトリノのホームスタジアムとして使用されていた。スタディオ・デッレ・アルピが完成すると、ユヴェントスとトリノの練習場として使われていた。2006年にトリノオリンピックのために改築され、トリノFCのホームスタジアムになる。しかし、2006年からデッレ・アルピの改修のため、ユヴェントスもホームゲームを開催した。

#### スタディオ・デッレ・アルピ

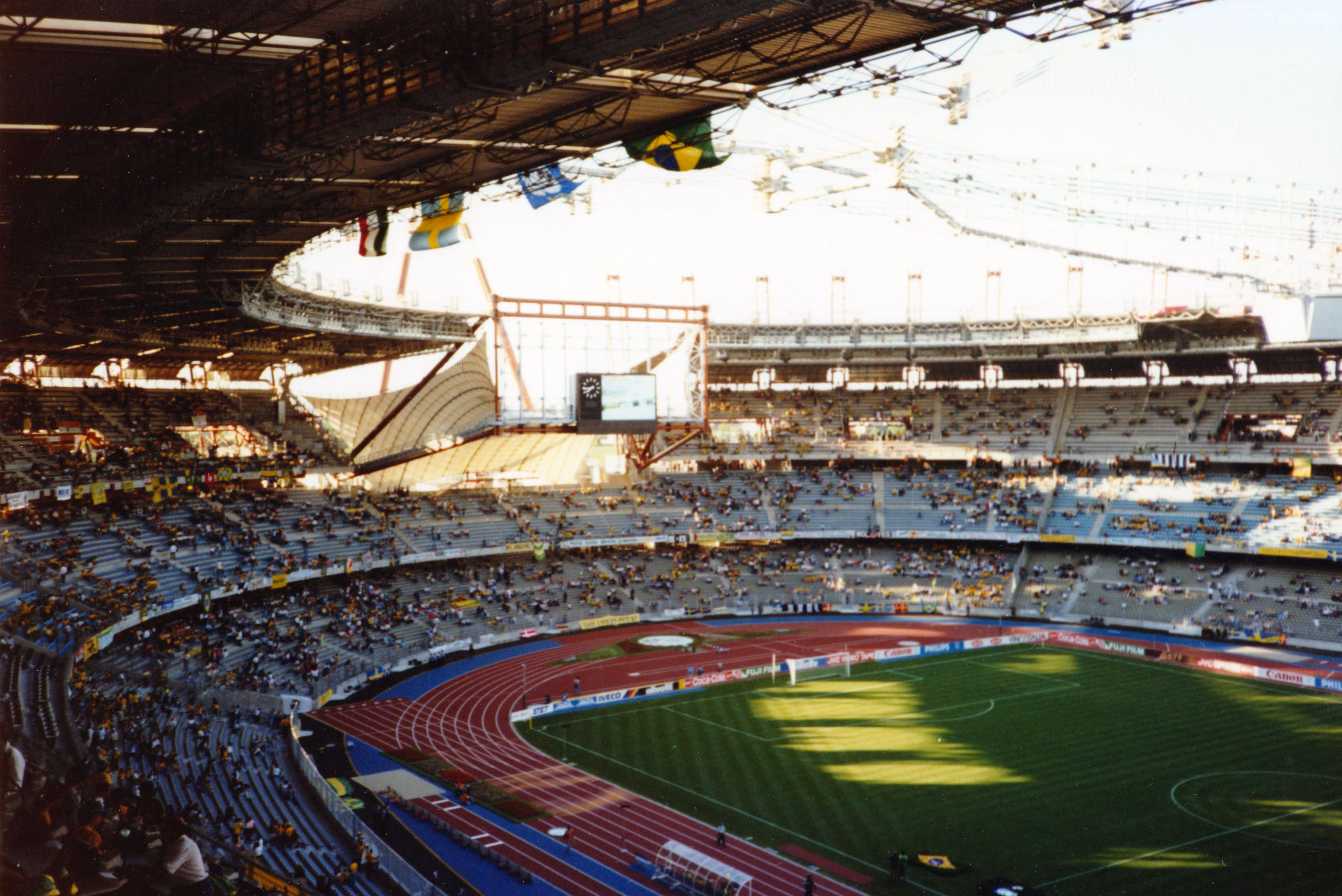
1990年W杯でのデッレ・アルピ

1990年のワールドカップ・イタリア大会のために新設されたスタジアムで、トリノがアルプス山脈の麓にあることから、イタリア語で「アルプスのスタジアム」という意味のデッレ・アルピ (Delle Alpi)と命名された。市街地から離れている、アルプスの北風が吹きつける、陸上トラックがありピッチと客席が遠い等の問題があり、ファンからは「イタリアで最悪のスタジアム」と揶揄されていた。加えて、トリノ市所有のため使用料が高く、ユヴェントスはデッレ・アルピを利用するにあたり、年間85億リラ（約4億7000万円）の使用料をトリノ市に支払っていた。スタジアムは自治体の所有物であるためクラブが自由に改築を行うこともできず、入場料収入も伸び悩み他国のクラブと比べると著しく低い割合となっていた。開場まもない1994年から新スタジアムの計画がされており、2003年には市と合意を得たがカルチョポリの影響で計画に支障が出てしまった。2007年には、2012年の欧州選手権開催を目指すイタリアサッカー連盟と建設計画を進める予定だったが、イタリアが開催国から落選。それでも、2008年には建設計画を発表し、2009年に着工した。

## ライバル
ユヴェントスはイタリア国内で多くのファンを持つクラブである一方、2015年の調査では「嫌いなクラブ」で40%を超える票を集めるほど圧倒的に嫌われているクラブでもある。フィオレンティーナサポーターからは、タイトル争いでの不可解な判定、ロベルト・バッジョの移籍で恨みを買っており、ナポリの人々の持つ嫌悪感情の根底には、イタリア経済の南北問題があると神尾光臣は指摘している。

### トリノFC

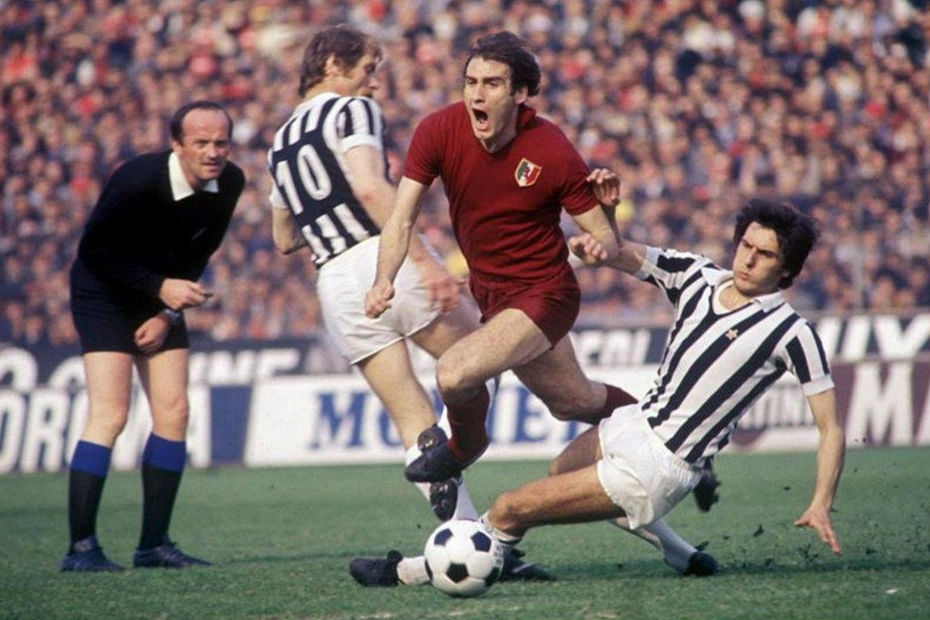
1976-77シーズンのデルビー・デッラ・モーレ

トリノFCとの対戦は、街の象徴的な建物モーレ・アントネリアーナからデルビー・デッラ・モーレと呼ばれる。フィアットがオーナーで上流階級の学生により創設されたユヴェントスに対し、1906年に方針の違いから離脱し新クラブを設立したトリノFCは地元の労働者階級から支援された。地元ファンの支持層を端的にまとめると、ブルジョア vs プロレタリアートとなる。トリノFC創設の翌年である1907年1月に初対戦が行われており、イタリア国内最古のダービーである。また、ユヴェントス・スタジアム完成以降、イタリア国内で唯一異なるホームスタジアムで行われるダービーとなっている。

### インテル

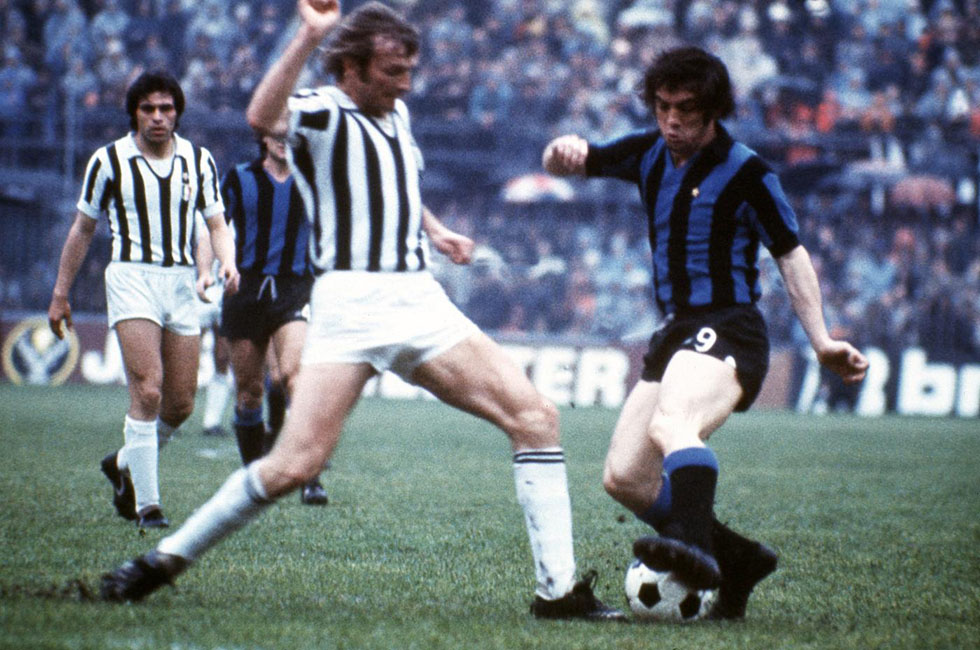
1973-74シーズンのイタリアダービー

インテルとの対戦はホームタウンが異なるものの、ライバル心や因縁からイタリアダービー、デルビー・ディタリアと呼ばれる。この2クラブの対戦がイタリアダービーと呼ばれ始めたのは1960年代の頃で、優勝回数の多い両クラブの対決がスクデットの行方を争う大一番となったためである。1980年代にACミランが優勝回数で追い抜くと、一時期はユヴェントスvsミランの方がイタリアダービーにふさわしいのではないかという声もあった。

## 移籍市場
2023年時点で、ユヴェントスは4度の移籍金最高額の記録を更新しており、ACミランとインテルと並び2番目に回数の多いクラブである。1957年にCAリーベル・プレートからオマール・シボリの獲得で9万3000ポンド、1968年にヴァレーゼからピエトロ・アナスタージの獲得で50万ポンド、1990年にフィオレンティーナからロベルト・バッジョの獲得に800万ポンド、1992年にサンプドリアからジャンルカ・ヴィアッリの獲得に1200万ポンド支払った合わせて4回である。
選手の獲得だけでなく、売却でも2度の最高額取り引きに関わっている。2001年に、ジネディーヌ・ジダンがレアル・マドリードへ移籍した際に支払われた移籍金は4600万ポンドで、前年に移籍したルイス・フィーゴの移籍金記録を900万ポンドも更新している。ユヴェントスは、ジダンの移籍金を補強資金に充て、同移籍期間にパベル・ネドベド、リリアン・テュラム、ジャンルイジ・ブッフォンを獲得しており、特にブッフォンの移籍金3260万ポンドは当時のゴールキーパー最高額で、アリソン・ラムセス・ベッカーがリヴァプールFCへ移籍するまで17年最高記録であり続けた。ラ・スタンパのアントニオ・バリッラ記者は、ユヴェントスの優れた選手獲得のランキングにおいてブッフォンとネドベドの取り引きを1位と3位にそれぞれ挙げている。2016年にマンチェスター・ユナイテッドへ移籍したポール・ポグバには1億500万ユーロが支払われており、元々マンチェスター・ユナイテッドからフリートランスファーで移籍してきたことから、代理人であるミノ・ライオラへの手数料を差し引いても7500万ユーロの利益を得ている。
一方、ジュゼッペ・マロッタGM時代にはクラブの再建期ということもあり、就任から5年間は1人の移籍金は2000万ユーロまで抑えられ、アンドレア・ピルロ、ポール・ポグバ、フェルナンド・ジョレンテ、キングスレイ・コマン、サミ・ケディラ、ダニエウ・アウヴェス、エムレ・ジャンら主力級選手をフリートランスファーで獲得し、健全な財政でチームを強化していった。

### 禁断の移籍
フィオレンティーナサポーターから愛されたロベルト・バッジョの移籍が報道されるとサポーターは抗議のため広場に集まり、100人の逮捕者が出る大騒ぎとなった。それ以来フィオレンティーナとの取り引きは禁断の移籍とされている。しかしサポーターの拒否反応はありつつも、ユース出身のフェデリコ・ベルナルデスキ、フェデリコ・キエーザ、得点ランキングトップの活躍だったドゥシャン・ヴラホヴィッチら主力選手の移籍が成立している。
ナポリに所属していたエディンソン・カバーニは、ユヴェントスからの移籍オファーに対し「サポーターを裏切ることになる」と断っており、ドリース・メルテンスはナポリの道化師であるプルチネッラのタトゥーを見せ即座に断ったという。ゴンサロ・イグアインは契約解除金を支払っての移籍であり、ナポリとの交渉を通していない。

### 協力関係
ミランとは選手獲得で争い合わないという紳士協定を結んでいるとされる。
グンナー・ノルダールを融通したり、デ・シリオとボヌッチの交渉では協調関係で取引をまとめた。当初バッジョはミランへの移籍で合意していたが、横やりを入れたユヴェントスはジャンニ・アニエッリ本人が直接ベルルスコーニと交渉し、出版社のモンダドーリを買収できるよう便宜を図ることで取引を成功させた。
モッジGM時代には、出身地に近く関係が深かったシエーナへイゴール・トゥドールやダニエレ・ガスタルデッロがレンタル移籍し、出場機会や安価な選手確保の手段として両クラブにメリットがある傘下クラブのような関係を築いていた。一方、サッスオーロとはシモーネ・ザザやドメニコ・ベラルディとの取引で共同保有や優先的な交渉権など協調関係があったが、あくまでビジネスの関係である。

### フィーゴの二重契約
スポルティングからパルマへの移籍で合意していたルイス・フィーゴだが、ユヴェントスは関係の深かったポルトガル代表のパウロ・ソウザの助言により獲得に興味を持つ。UEFAカップでポルトガルに遠征した1994年10月18日に接触し、即日条件で合意に達し契約書へのサインに至った。11月にフィーゴから「公証人がいなかったから契約は無効だ」という申し立てがあったものの、1995年1月に移籍市場が開くとユヴェントスは契約書を提出する。パルマは2月1日に契約書を交わし2重契約状態になった問題は、イタリアサッカー連盟が介入し2年間フィーゴはイタリアのクラブと契約できないという痛み分けに決着した。

## 育成組織
ユヴェントスの育成組織のU-19カテゴリであるプリマヴェーラは、カンピオナート・プリマヴェーラで4度の優勝、コッパ・イタリア・プリマヴェーラでは4度の優勝、スーペルコッパ・プリマヴェーラでは3度の優勝を果たしている。
古くはジャンピエロ・ボニペルティ、ロベルト・ベッテガが育成組織出身で、トンマーゾ・ロッキ、マッティア・カッサーニ、アントニオ・ノチェリーノ、ドメニコ・クリッシト、チーロ・インモービレらイタリア代表経験者を輩出してきた。しかし、1970年から80年代のユヴェントスでは、イタリア国内のプロビンチャや海外のクラブから選手を獲得した方がコストや手間がかからず、育成組織は重要視されていなかった。1990年代に入り、ミランやインテル、ローマといったライバルクラブが移籍市場のライバルとなりコストが増したことと、プロビンチャクラブも育成力を強化したことによりそれまでの方針を改めることとなった。1994年からジャン・ピエロ・ガスペリーニが指導を始めるとユースが活性化し、特にクラウディオ・マルキージオ、セバスティアン・ジョヴィンコ、パオロ・デ・チェリエらが在籍した2000年代中頃には、カンピオナート・プリマヴェーラでの優勝、スーペルコッパ・プリマヴェーラでの連覇を達成し黄金世代と称された。
しかしながら、ユース組織に力を入れていたインテルやローマと違いトップチームに昇格する選手が少なく、2010年代から予算を使った若手タレントの青田買いに方針転換していた。片野道郎はその理由について、トップチームでは欧州の舞台で戦うための即戦力が求められていたことを挙げている。また、イタリア人の戦術アナリストであるマッシモ・ルッケージは、ユヴェントスの育成部門をイタリアで最も優れていたと評価しているが、2006年に9人の若手選手が昇格したのは、皮肉なことにカルチョポリによって規模が縮小し、トップチームから主力が移籍したためだったと述べている。
ユヴェントス・スタジアム周辺開発であるJヴィレッジ構想で本部機能が移転すると、郊外にあるヴィノーヴォのトップチーム練習施設は育成組織専用で使われることになり、イタリアでは初の育成選手のための私立高校が開校されている。
2014年のワールドカップでイタリア代表の結果が振るわなかったことを契機にセリエAの選手登録の規定が改訂され、4名の下部組織出身者の優遇枠が設定されたこと、19歳までのカテゴリではレンタル以外に選手をサポートできる仕組みがないこと、加えてFIFAが選手のレンタルに規制をかけようとしていることなどから、2018年8月にBチームであるユヴェントス Next Genを発足しセリエCに参入することが発表された。同時に育成組織の見直しを行い、Bチームの対象である19歳から23歳までを育成の最終段階と定義し、育成目標を23歳の時点で欧州5大リーグで通用する選手を輩出することに定め、トップチームとの連続性を意図的に切り離した。Bチームが発足した2018年から15年遡ってもトップチームに定着できた選手がマルキージオ、ジョビンコのみという現実を受けとめ、高い結果を求めるのではなく選手売却益をトップチームの強化に充てることを狙いとした。2019年の夏の移籍市場では、若手選手の放出で8000万ユーロの利益を上げている。
Bチーム発足から4年経過しU-19の若手選手が自クラブ内で昇格していくと、Bチームで選手獲得にかかった費用が2019-20シーズンの2500万ユーロから2022-23シーズンには0まで削減された。2023年9月8日にはトップチームに昇格したニコロ・ファジョーリ、ファビオ・ミレッティ、マティアス・スーレ3名同席の記者会見が行われた。片野は3名の昇格について、コロナによる影響でコストカットが求められていた財布事情に合致していたとみているが、一方トップチームに定着する選手が出てきた長期的な取り組みを評価している。

## サポーター
ホームタウンという概念が確立しているヨーロッパには珍しく全国的な人気を持つクラブで、フィレンツェ以外の大都市には必ずサポータークラブが存在するといわれる。2008年に行われたラ・レプッブリカのアンケートによると、イタリアのサッカーファンの32%の400万人がユヴェントスのファンであるという結果が出た。また、同アンケートによると、国外では欧州で4300万人、全世界では1億7000万ものファンがいることが示された。2022年に行われたStageUpとイプソスの調査では、イタリア国内で800万人のファンがいると推定されている。第二次世界大戦後、特に1960年代のイタリアの奇跡と呼ばれた高度経済成長期には、フィアットがあるトリノへイタリア南部から出稼ぎに来た移民が集中した。元々トリノに住んでいた住民はトリノFCを応援していたため移住者はユヴェントスファンになっていく。1970年代のオイルショックで職を失った労働者は、それぞれの地元へ帰っていきファンが全国へ広がっていった。また、1970年代にフランコ・カウジオのような南イタリア出身選手を獲得したことからシチリアやプーリアで強い人気があり、1990年代に行われたアバカスの調査によると700万人のサポーターの内、200万人が南イタリア在住という結果が出た。

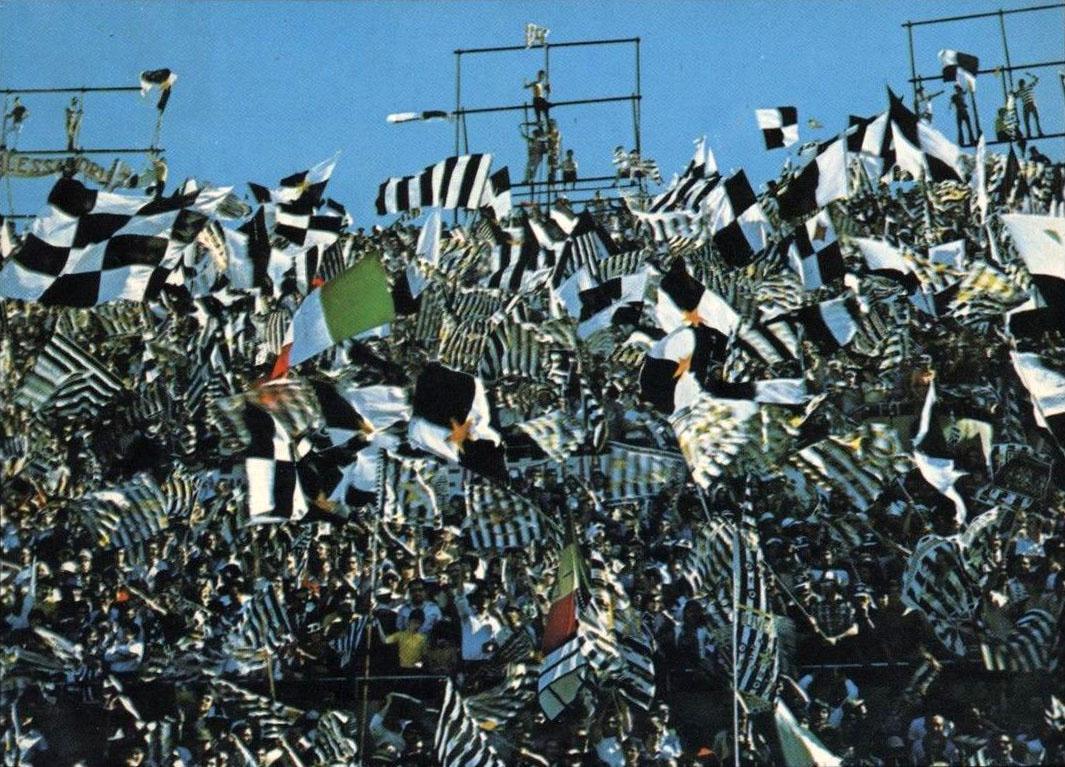
スタディオ・コムナーレで応援するティフォージ(1973)

イタリアでは、高熱に侵されたように熱狂して応援する様から、サポーターのことをチフス患者から転じてティフォージと呼ぶ。ユヴェントスのティフォージはクラブ名から、ユヴェンティーノ（単数形）や、ユヴェンティーニ（複数形）と呼ばれている。そんなティフォージの中でも、集団で過激な応援をする一団をウルトラスと呼ぶ。ユヴェントスでは、ルチアーノ・モッジの傘下にあった「ドゥルーギ」や、モッジ失脚後に勢力を拡大した「バイキング」のようにいくつかグループが結成されていて、派閥争いの激しさはイタリアでもトップクラスである。力を持ったウルトラスにはクラブから供与される無料のチケットの利権があり、横流しで幹部が生活できるほどの巨大な利益になりウルトラス間の抗争の火種となっている。ユヴェントスはスタジアムでの安全を第一に考え、ゴール裏チケットの融通でコントロールしようとする苦肉の懐柔策だった。2017-18シーズンには、チケットの提供を断られたグループによってカリドゥ・クリバリへの差別チャントが行われ、スタンド封鎖の処分を受けている。
2017年にはゴール裏のビジネスにイタリアマフィアのンドランゲタが関与している容疑で、アニエッリ会長ら幹部の捜査が行われた。ユヴェントスは捜査に全面協力し、最大派閥であった「ドゥルーギ」のリーダーが逮捕され50人近いメンバーがスタジアムから出禁になった。

## エピソード

### モットー
ユヴェントスには「最後の最後まで」を意味するFino Alla Fineというモットーがあり、SNSのハッシュタグとして使われている。また、ボニペルティによる「勝利は重要なのではなく、唯一のもの」という言葉は勝利至上主義のユヴェントスを象徴するものとなっている。

### 応援歌
試合開始前に流れる応援歌は、「Juve, Storia Di Un Grande Amore」という曲名で、パオロ・ベッリという歌手が歌っている。この曲の採用にはファンが関わっており、TV番組内の投票で3つの候補の中から選ばれた。

### ヴィッラール・ペローザでの紅白戦
アニェッリ家のルーツの地であり、1980年代までユヴェントスの練習拠点だったヴィッラール・ペローザで、シーズン開幕前の紅白戦が行われるのが伝統行事になっている。トップチームと対戦するBチームは、ユース所属選手やU23チームから構成される。1955年から開催されており、最初の試合ではBチームが3-2で勝利している。試合後半になると写真撮影やユニフォームをお願いするファンが乱入し、試合が途中で打ち切られるのがお馴染みの光景になっている。クリスティアーノ・ロナウドのユヴェントス移籍後初得点は、2018年の紅白戦でのゴールで、この試合では4000人程の小さな村に5000人の観客が来場した。
キエッリーニはこの紅白戦について、チームだけでなくオーナーやファンが小さな自治体のピッチに集まることで、クラブの団結を感じることができると語っている。

### イタリア国外での活動

#### 日本
ユヴェントスは1994年にトリノにあるマネジメント会社であるコンパクトと契約し、アジアマーケットに力を入れていく。コンパクト創業者の1人であるマリオ宮川は、後に中田英寿のユベントス短期留学をサポートしている。Jリーグ発足直後の日本ではサッカー熱が高まり、国内だけでなく国外へも関心の目が向けられていた。それまでは現地でしか手に入れることが出来なかったテレホンカードやTシャツなどのグッズ開発、ビデオ販売によりユヴェントスの人気が高まり、日本企業のスポンサー獲得につながった。スズキもその内の一つで、欧州向けのコマーシャルにデル・ピエロを起用し、ホームスタジアムに広告を掲載した。
東京で開催されたトヨタカップでは2度優勝しており、アントニオ・コンテはインタビューで日本について訊ねられると、1996年にトヨタカップで優勝したことについて述べている。また、マルチェロ・リッピも2度目の監督就任の記者会見において、「もっとも記憶に残っているタイトルは？」という質問に1996年の世界一の称号を挙げている。
2005年にユヴェントスは初めてアジアツアーを企画し、6月1日に日産スタジアムで横浜F・マリノスと対戦し1対0で勝利した。香港での2戦目を挟み、6月7日には味の素スタジアムでFC東京に4-1で勝利した。両試合とも平日にもかかわらず入場観客は3万人を超え、ツアーを好評で終えることとなった。トゥットスポルトの記者であるアントニーノ・ミローネは、多くの観客が訪れた様子を報じたニュースに驚きユヴェンティーノとして誇りを感じたと語っている。
ユヴェントスは日本代表と試合を行っており、1992年8月に神戸にて行われた試合では1戦目が2-2、2戦目が1-1と2試合続けて引き分けている。遠征メンバーにはロベルト・バッジョ、ディノ・バッジョ、ジャンルカ・ヴィアッリ、アントニオ・コンテらイタリア代表の選手に加えて、アンドレアス・メラー、デビッド・プラットもいたが、ロベルト・バッジョの「チームの誰一人、日本がこんなに強いと思っていなかった」というコメントにあるように、プレシーズンで観光気分だったと指摘されている。翌年2月の日本代表のイタリア遠征においてレッチェで再び試合をしており、こちらは3-1で勝利している。
2015年5月4日には、ユヴェントスOBと九州出身Jリーガーによる親善試合「九州レジェンズ vs ユヴェントスレジェンズ レジェンドマッチ 2015」が開催された。九州レジェンズの監督にはユヴェントスと日本代表の監督経験があるザッケローニが務め、1万5千人の観客が来場した。また、2014年にはベガルタ仙台OBと、2016年には元日本代表経験者も参加した「日伊国交150周年ユヴェントスレジェンドチャリティーマッチ」が開催された。
2014年には、青山のフィアットカフェにおいて、ユヴェントスとのコラボイベントであるJUVENTUS Loungが世界で初めて開催された。会場には、ユベントスミュージアムでも飾られているビッグイヤーや有名選手のユニフォームが展示され、オープニングイベントにはエドガー・ダーヴィッツ、アンドレア・アニェッリ会長、駐日イタリア大使のドメニコ・ジョルジらが登壇した。2015年にはJR博多シティの駅構内でも開催され、ダヴィド・トレゼゲが挨拶を行った。

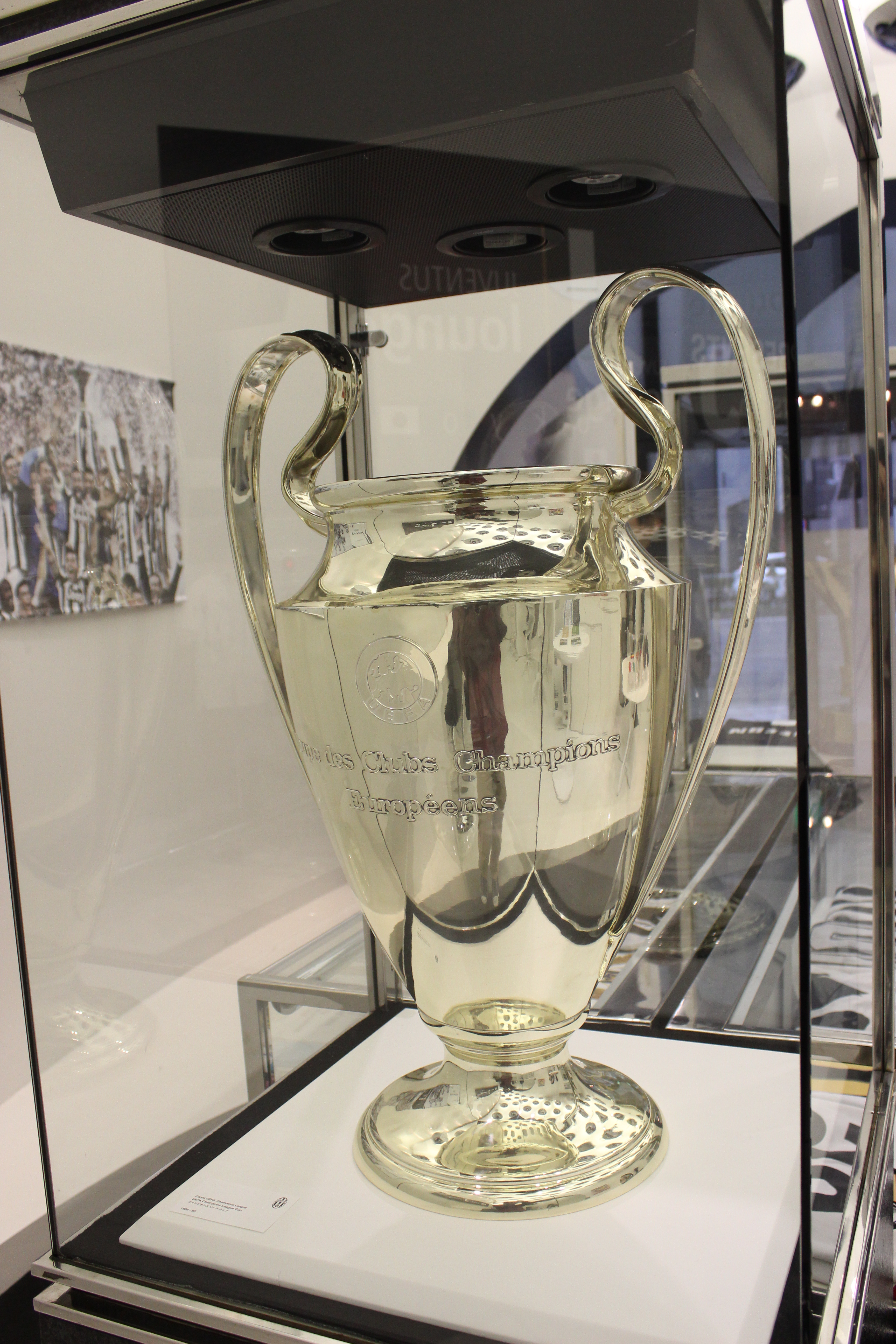
チャンピオンズリーグの優勝トロフィー
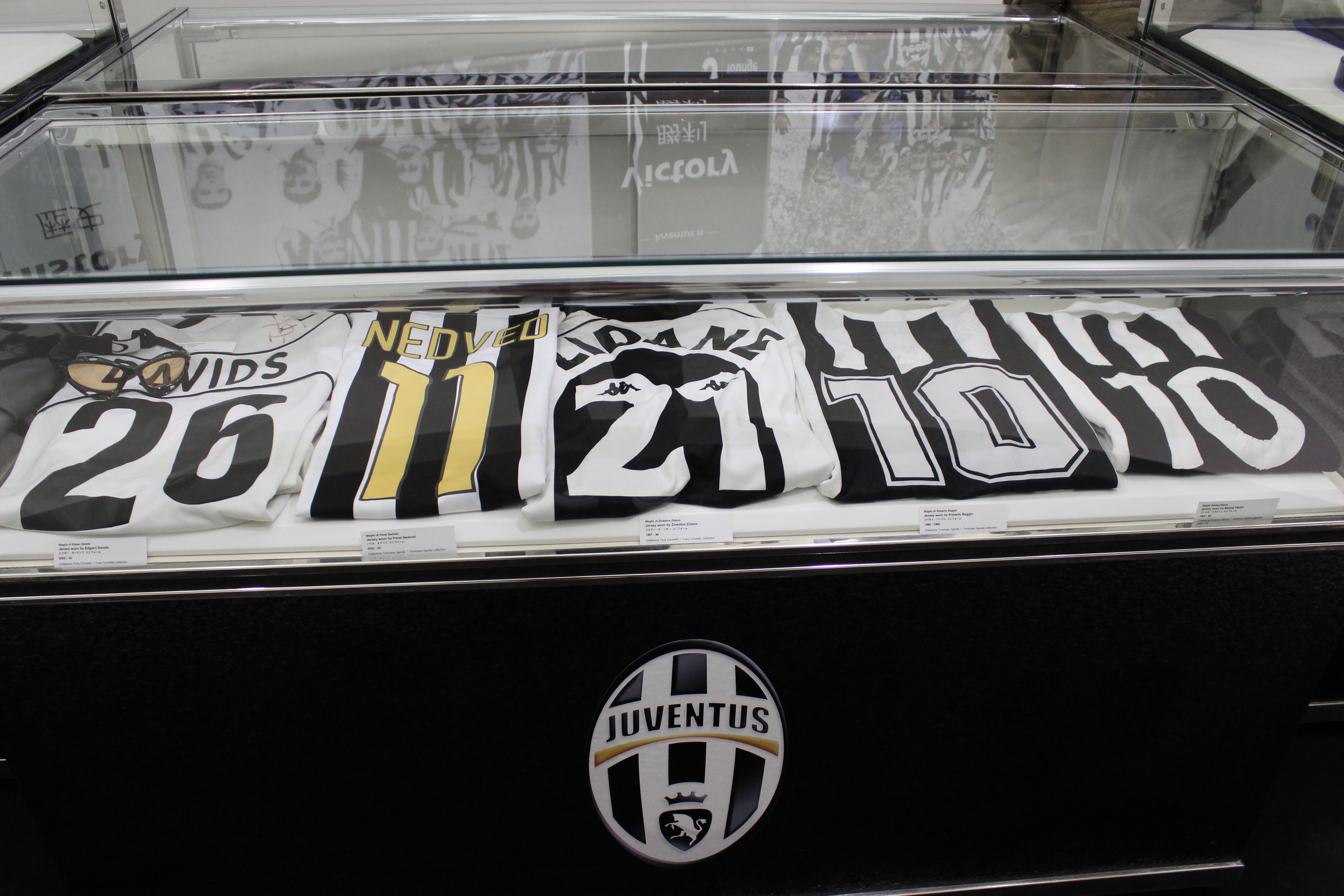
選手のユニフォーム
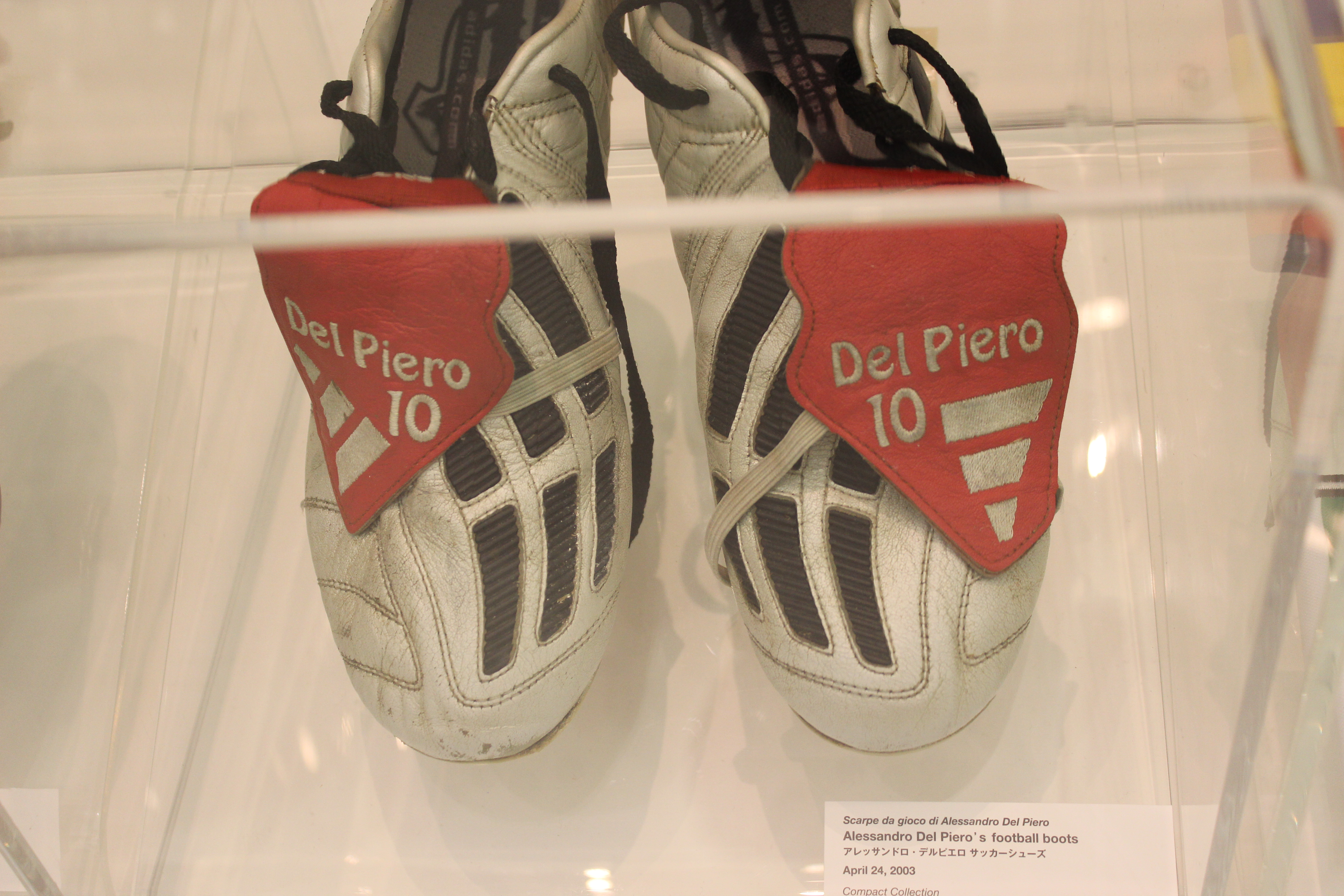
アレッサンドロ・デル・ピエロのスパイク
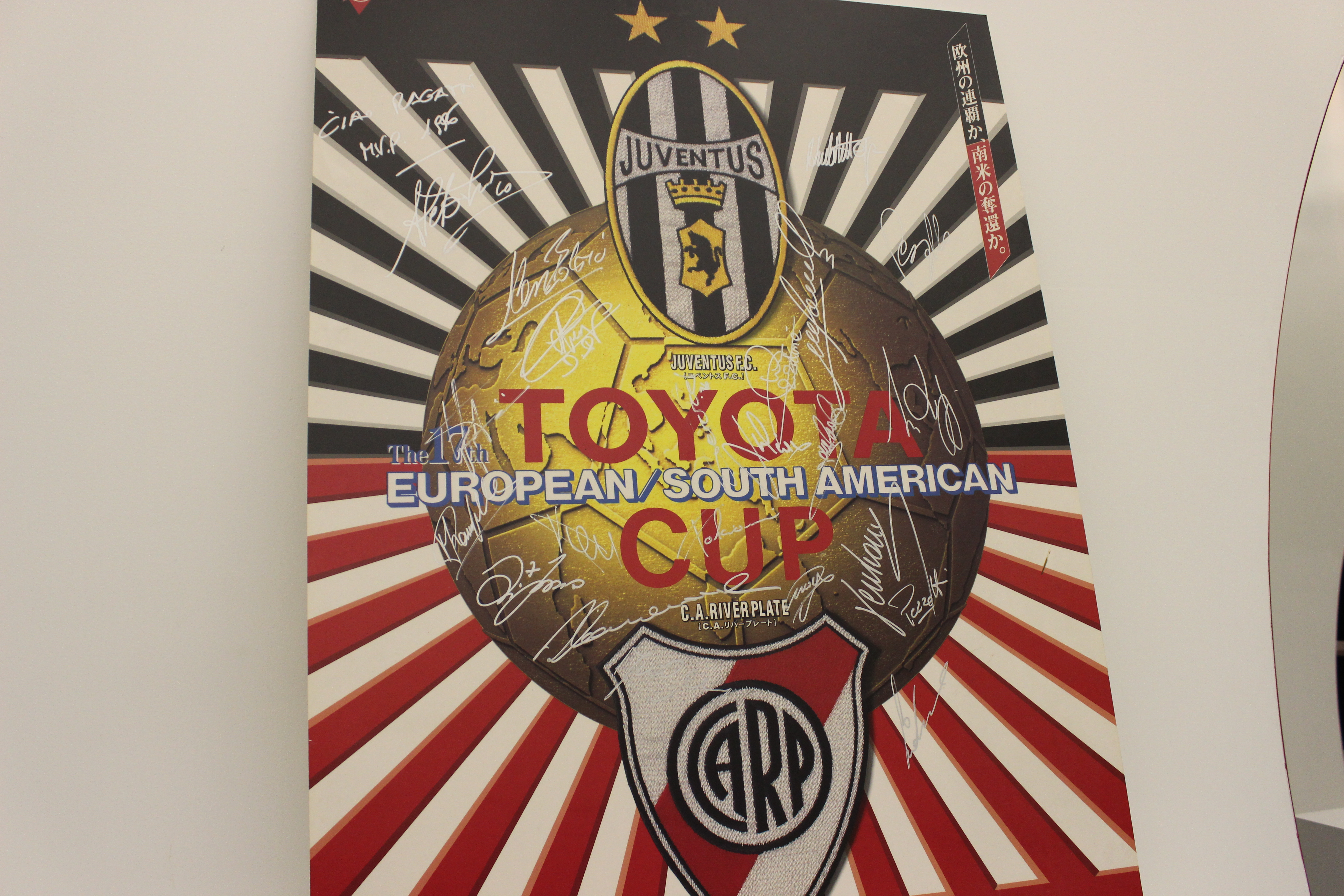
選手のサインが入ったポスター

#### アメリカ
マイアミ・ドルフィンズを保有するスティーブン・ロスが立ち上げたインターナショナル・チャンピオンズ・カップにユヴェントスは初年度から参加し、2013年、2017年、2018年の3回に渡り北米でツアーを行った。2022年には「サッカー・チャンピオンズ・ツアー」に参加し、4年ぶりにアメリカ遠征を行いレアル・マドリードやFCバルセロナと対戦した。2017年のツアーにはニューヨーク・シティFCへ移籍したアンドレア・ピルロが、2022年にはロサンゼルスFCへ移籍したジョルジョ・キエッリーニが古巣であるユヴェントスのツアーを訪問している。

#### 中国
ユヴェントスは2012年と2015年に中国で開催されたスーペルコッパ・イタリアーナでタイトルを獲得しており、中国市場を重要視しSNSを通じてマーケティングを行っている。2016年3月には、パートナーシップを結んでいるLuvfansの名を冠した「Luvfansカップ・フォーエヴァーレジェンズ・フレンドリー・マッチ」としてユヴェトスと上海のOB選手による親善試合が行われた。
2019年7月24日に行われたインターナショナル・チャンピオンズ・カップでは、中国でイタリア・ダービーが実現しPK戦でインテルに勝利した。8月にはアジア地域の拠点として香港にオフィスが開設され、ビジネス部門の責任者であるジョルジオ・リッチは、アジア地域の視聴者のためにセリエAの試合時間を早めることを提言するなど、アジア地域でのマーケティング戦略が示された。

## 歴代記録

### 出場試合数
| 位 | 名前                         | 試合数 | 期間                 |
| -- | ---------------------------- | ------ | -------------------- |
| 1  | アレッサンドロ・デル・ピエロ | 705    | 1993-2012            |
| 2  | ジャンルイジ・ブッフォン     | 685    | 2001-2018, 2019-2021 |
| 3  | ジョルジョ・キエッリーニ     | 561    | 2005-2022            |
| 4  | ガエターノ・シレア           | 550    | 1974-1988            |
| 5  | ジュゼッペ・フリーノ         | 528    | 1965-1966, 1969-1984 |
| 6  | レオナルド・ボヌッチ         | 502    | 2010-2017, 2018-2023 |
| 7  | ロベルト・ベッテガ           | 482    | 1966-1969, 1970-1983 |
| 8  | ディノ・ゾフ                 | 473    | 1972-1983            |
| 9  | ジャンピエロ・ボニペルティ   | 465    | 1946-1961            |
| 10 | サンドロ・サルヴァドーレ     | 453    | 1962-1974            |

| 位 | 名前                         | 試合数 | 期間      |
| -- | ---------------------------- | ------ | --------- |
| 11 | フランコ・カウジオ           | 446    | 1970-1981 |
| 12 | アントニオ・カブリーニ       | 440    | 1976-1989 |
| 13 | アントネッロ・クックレドゥ   | 432    | 1969-1981 |
| 14 | アントニオ・コンテ           | 420    | 1991-2004 |
| 15 | クラウディオ・ジェンティーレ | 411    | 1973-1984 |
| 16 | アレッシオ・タッキナルディ   | 404    | 1994-2007 |
| 17 | マリオ・ヴァーリエン         | 402    | 1927-1942 |
| 18 | クラウディオ・マルキジオ     | 389    | 2005-2018 |
| 19 | ジョバンニ・ヴァーリエン     | 388    | 1929-1947 |
| 20 | ジャンフランコ・レオンチーニ | 382    | 1958-1970 |

### 得点
| 位 | 名前                           | 期間                 | 合計 | 国内リーグ | 国内カップ | 欧州カップ | その他 |
| -- | ------------------------------ | -------------------- | ---- | ---------- | ---------- | ---------- | ------ |
| 1  | アレッサンドロ・デル・ピエロ   | 1993-2012            | 290  | 208        | 25         | 50         | 7      |
| 2  | ジャンピエロ・ボニペルティ     | 1946-1961            | 179  | 178        | 1          | 0          | 0      |
| 3  | ロベルト・ベッテガ             | 1966-1969, 1970-1983 | 178  | 129        | 22         | 27         | 0      |
| 4  | ダヴィド・トレゼゲ             | 2000-2009            | 171  | 138        | 2          | 30         | 1      |
| 5  | オマール・シヴォリ             | 1957-1965            | 167  | 135        | 24         | 8          | 0      |
| 6  | フェリス・ボレル               | 1932-1941, 1942-1946 | 158  | 138        | 9          | 0          | 11     |
| 7  | ピエトロ・アナスタージ         | 1968-1976            | 130  | 78         | 30         | 22         | 0      |
| 8  | ヨン・ハンセン                 | 1948-1954            | 124  | 124        | 0          | 0          | 0      |
| 9  | ロベルト・バッジョ             | 1990-1995            | 115  | 78         | 14         | 22         | 1      |
| 9  | パウロ・ディバラ (#)           | 2015-2022            | 115  | 82         | 11         | 18         | 4      |
| 11 | フェデリコ・ムネラーティ       | 1922-1933            | 113  | 110        | 0          | 1          | 2      |
| 12 | ジョン・チャールズ             | 1957-1962            | 105  | 93         | 12         | 0          | 0      |
| 13 | ミシェル・プラティニ           | 1982-1987            | 104  | 68         | 16         | 19         | 1      |
| 14 | クリスティアーノ・ロナウド (#) | 2018-2021            | 101  | 81         | 4          | 14         | 2      |
| 15 | グリエルモ・ガベット           | 1934-1941            | 100  | 84         | 11         | 0          | 5      |
| 16 | フィリッポ・インザーギ         | 1997-2001            | 89   | 57         | 2          | 20         | 10     |

(#) は現役選手であることを示す。成績はtransfermarktによる

## 歴代監督
| 氏名                     | 国籍           | 期間      |
| ------------------------ | -------------- | --------- |
| イェネー・カロリ         | ハンガリー     | 1923-1926 |
| ヨージェフ・ヴィオーラ   | ハンガリー     | 1926-1928 |
| ウィリアム・エイトケン   | スコットランド | 1928-1930 |
| カルロ・カルカーノ       | イタリア       | 1930-1934 |
| カルロ・ビガット         | イタリア       | 1934-1935 |
| ヴィルジニオ・ロゼッタ   | イタリア       | 1935-1939 |
| ウンベルト・カリガリス   | イタリア       | 1939-1940 |
| フェデリコ・ムネラティ   | イタリア       | 1940-1941 |
| ジョヴァンニ・フェラーリ | イタリア       | 1941-1942 |
| ルイス・モンティ         | イタリア       | 1942      |
| フェリーチェ・ボレル     | イタリア       | 1942-1946 |
| レナト・チェザリーニ     | イタリア       | 1946-1948 |
| ウィリアム・チャーマーズ | スコットランド | 1948-1949 |
| ジェス・カーヴァー       | イングランド   | 1949-1951 |
| ルイージ・ベルトリーニ   | イタリア       | 1951      |
| ジョルジョ・サロージ     | ハンガリー     | 1951-1953 |
| アルド・オリヴィエーリ   | イタリア       | 1953-1955 |
| サンドロ・プッポ         | イタリア       | 1955-1957 |
| リュビサ・ブロチッチ     | ユーゴスラビア | 1957-1958 |
| カルロ・パローラ         | イタリア       | 1959-1962 |
| パウロ・アマラウ         | ブラジル       | 1962-1963 |
| エラルド・モンゼーリオ   | イタリア       | 1963-1964 |
| エルコーレ・ラビッティ   | イタリア       | 1964      |
| エリベルト・エレーラ     | パラグアイ     | 1964-1969 |
| ルイス・カルニグリア     | アルゼンチン   | 1969      |
| エルコーレ・ラビッティ   | イタリア       | 1969-1970 |
| アルマンド・ピッキ       | イタリア       | 1970-1971 |

| 氏名                           | 国籍              | 期間      |
| ------------------------------ | ----------------- | --------- |
| チェストミール・ヴィツパーレク | チェコ            | 1971-1974 |
| カルロ・パローラ               | イタリア          | 1974-1976 |
| ジョヴァンニ・トラパットーニ   | イタリア          | 1976-1986 |
| リノ・マルケージ               | イタリア          | 1986-1988 |
| ディノ・ゾフ                   | イタリア          | 1988-1990 |
| ルイジ・マイフレディ           | イタリア          | 1990-1991 |
| ジョヴァンニ・トラパットーニ   | イタリア          | 1991-1994 |
| マルチェロ・リッピ             | イタリア          | 1994-1999 |
| カルロ・アンチェロッティ       | イタリア          | 1999-2001 |
| マルチェロ・リッピ             | イタリア          | 2001-2004 |
| ファビオ・カペッロ             | イタリア          | 2004-2006 |
| ディディエ・デシャン           | フランス          | 2006-2007 |
| ジャンカルロ・コッラディーニ   | イタリア          | 2007      |
| クラウディオ・ラニエリ         | イタリア          | 2007-2009 |
| チロ・フェラーラ               | イタリア          | 2009-2010 |
| アルベルト・ザッケローニ       | イタリア          | 2010      |
| ルイジ・デルネーリ             | イタリア          | 2010-2011 |
| アントニオ・コンテ             | イタリア          | 2011-2014 |
| マッシミリアーノ・アッレグリ   | イタリア          | 2014-2019 |
| マウリツィオ・サッリ           | イタリア          | 2019-2020 |
| アンドレア・ピルロ             | イタリア          | 2020-2021 |
| マッシミリアーノ・アッレグリ   | イタリア          | 2021-2024 |
| パオロ・モンテーロ             | ウルグアイ        | 2024      |
| ティアゴ・モッタ               | イタリア ブラジル | 2024-2025 |
| イゴール・トゥドール           | クロアチア        | 2025      |

情報はtransfermarktによる

## 歴代所属選手

### 背番号10番
1960年代のシボリ、80年代のプラティニ、90年代にはバッジョが10番を身に着けていた。1995-96シーズンからセリエAにおいて固定番号制が導入されると、デルピエロが17年背負い続け象徴的な番号になった。その後はカルロス・テベス、ポール・ポグバ、パウロ・ディバラらが10番を背負っている。2021年にガゼッタ・デロ・スポルトが実施した「ユベントス歴代最高の“10番”は？」というアンケートでは、半数近いファンがデルピエロを選んでいる。

### ユヴェントスとバロンドール
ユヴェントスはバロンドール賞において8回、6名の受賞者を輩出している。ファビオ・カンナヴァーロは受賞時点でレアル・マドリード所属であったが、自クラブでの活躍としてミュージアムで讃えている。
 オマール・シボリ 1961年
- 1960-61シーズンのリーグで25得点と活躍した[627]。

 パオロ・ロッシ 1982年
- 1982年のワールドカップで大会6ゴールで得点王に輝き、優勝に貢献した[628]。

 ミシェル・プラティニ 1983年、1984年、1985年
- 1982-83シーズンから3年連続でセリエA得点王に輝く活躍をする[629]。

 ロベルト・バッジョ 1993年
- 1992-93シーズンのUEFAカップで9試合で6ゴールと活躍し、バロンドールとFIFA最優秀選手賞をダブル受賞した[630]。

 ジネディーヌ・ジダン 1998年
- リーグ優勝とワールドカップでの活躍により、バロンドールとFIFA最優秀選手賞をダブル受賞した[631]。

 パベル・ネドベド 2003年
- 中盤の選手ながら9ゴールでリーグ優勝とスーパーカップ優勝に貢献した[632]。